# Việt Nam Cộng hòa
Việt Nam Cộng hòa (VNCH; tiếng Anh: Republic of Vietnam; tiếng Pháp: République du Viêt Nam, viết tắt RVN) là một nhà nước đã từng tồn tại từ năm 1955 đến năm 1975 trong lịch sử Việt Nam.
Trong các tài liệu quốc tế, chính phủ này còn được gọi là South Vietnam (n.đ. 'Nam Việt Nam'  hoặc 'miền Nam Việt Nam') để chỉ phạm vi địa lý kể từ khi Hiệp định Genève được ký kết và Việt Nam bị chia cắt thành hai vùng tập kết quân sự tạm thời. Với sự hậu thuẫn của Hoa Kỳ, Việt Nam Cộng hòa bác bỏ việc thực hiện tổng tuyển cử thống nhất Việt Nam vào năm 1956 theo Hiệp định Genève với lý do họ không ký hiệp định này. Chính phủ Việt Nam Cộng hòa đối chọi với Chính phủ Cách mạng lâm thời Cộng hòa miền Nam Việt Nam thành lập năm 1969 do Mặt trận Dân tộc Giải phóng miền Nam Việt Nam lãnh đạo.
Nguồn gốc của Việt Nam Cộng hòa bắt nguồn từ Chiến tranh Đông Dương. Sau Chiến tranh thế giới thứ hai, phong trào Việt Minh do Hồ Chí Minh lãnh đạo đã tuyên bố thành lập nước Việt Nam Dân chủ Cộng hòa vào ngày 2 tháng 9 năm 1945. Cuối năm 1945, thực dân Pháp quay trở lại xâm chiếm Việt Nam. Năm 1949, bằng một hiệp định với thực dân Pháp, một nhóm chính trị gia chống Cộng đã thành lập Quốc gia Việt Nam do Bảo Đại làm Quốc trưởng. Sau khi Pháp thất bại và rút quân về nước vào năm 1954, Hoa Kỳ thế chỗ Pháp, tiếp tục hậu thuẫn chế độ Quốc gia Việt Nam nhằm ngăn chặn việc Việt Nam Dân chủ Cộng hòa tiếp quản toàn bộ đất nước. Thủ tướng Ngô Đình Diệm đã phế truất Bảo Đại vào năm 1955 sau một cuộc trưng cầu dân ý. Quốc gia Việt Nam được đổi tên thành Việt Nam Cộng hòa vào ngày 26 tháng 10 năm 1955, với Ngô Đình Diệm là tổng thống đầu tiên. Chính phủ này lập tức được Hoa Kỳ công nhận và lần lượt có quan hệ ngoại giao với 77 quốc gia. Năm 1957, Việt Nam Cộng hòa đệ đơn xin gia nhập Liên Hợp Quốc nhưng đề nghị này bị Liên Xô phủ quyết. Sau những hỗn loạn nội bộ ngày càng gia tăng, Ngô Đình Diệm bị ám sát trong cuộc đảo chính năm 1963 do tướng Dương Văn Minh cầm đầu và được Hoa Kỳ hậu thuẫn. Sau đó, một loạt chính quyền quân sự được thành lập nhưng liên tục sụp đổ do các cuộc đảo chính lẫn nhau. Tướng Nguyễn Văn Thiệu sau đó nắm quyền trong giai đoạn 1967–1975 sau cuộc tuyển cử tổng thống.
Sự khởi đầu của Chiến tranh Việt Nam diễn ra vào năm 1959 khi Mặt trận Dân tộc Giải phóng miền Nam Việt Nam (mà Mỹ gọi là Việt Cộng) được thành lập với viện trợ, trang bị từ Việt Nam Dân chủ Cộng hòa, Liên Xô, các nước trong Khối Warszawa, Trung Quốc và Cộng hòa Dân chủ Nhân dân Triều Tiên. Cuộc chiến Việt Nam leo thang về quy mô khi các lực lượng quân đội Hoa Kỳ và đồng minh trực tiếp tham chiến vào năm 1965, tiếp theo là các đơn vị bộ binh Hoa Kỳ để bổ sung cho đội ngũ cố vấn quân sự hướng dẫn những lực lượng của Quân đội Việt Nam Cộng hòa. Một chiến dịch ném bom thường xuyên ở miền Bắc Việt Nam đã được các phi đội không quân Hoa Kỳ thực hiện từ năm 1966 và 1967. Chiến tranh Việt Nam đã đạt đến đỉnh điểm trong sự kiện Tết Mậu Thân tháng 2 năm 1968, khi có hơn 600.000 lính Mỹ và đồng minh (Úc, New Zealand, Hàn Quốc, Thái Lan) cùng 600.000 lính Việt Nam Cộng hòa tham chiến ở miền Nam Việt Nam, cùng với hải quân và không quân Hoa Kỳ bắn phá miền Bắc Việt Nam.
Sau một thời gian đình chiến với Hiệp định Paris ký ngày 27 tháng 1 năm 1973, Chiến tranh Việt Nam tiếp tục cho đến khi quân đội của Việt Nam Dân chủ Cộng hòa và Cộng hòa miền Nam Việt Nam tiến vào Sài Gòn vào ngày 30 tháng 4 năm 1975. Việt Nam Cộng hòa sụp đổ, tiếp sau đó là việc thống nhất hai miền đất nước vào ngày 2 tháng 7 năm 1976 lập ra nước Cộng hòa xã hội chủ nghĩa Việt Nam.

## Tên gọi
"Việt Nam" là tên gọi được vua Gia Long đặt ra vào năm 1804. Đây là một biến thể của "Nam Việt" (chữ Hán: 南越), một cái tên được sử dụng trong thời cổ đại. Vào năm 1839, vua Minh Mạng đã đổi tên nước thành "Đại Nam".
Tiền thân của Việt Nam Cộng hòa là Quốc gia Việt Nam do Pháp thành lập năm 1949, trong thời kỳ Chiến tranh Đông Dương. Ngày 26 tháng 10 năm 1955 thì chính thức đổi tên thành Việt Nam Cộng hòa. Tên chính thức của Việt Nam Cộng hòa dịch sang tiếng Pháp được gọi là République du Viêt Nam. Tuy vậy, thuật ngữ "South Vietnam" thường được sử dụng phổ biến ở phương Tây vào năm 1954, khi Hội nghị Genève phân vùng Việt Nam thành 2 vùng tập kết quân sự tạm thời. Các tên khác mà chính phủ này thường tự gọi mình trong thời gian tồn tại là "Chính phủ Việt Nam" hoặc "Chính phủ quốc gia".

## Lịch sử

### Quốc gia Việt Nam 1949-1955
Tiền thân của Việt Nam Cộng hòa là Quốc gia Việt Nam, một chính phủ do Pháp thành lập năm 1949, trong thời kỳ Chiến tranh Đông Dương. Quốc gia Việt Nam có nhiệm vụ hỗ trợ quân Pháp chống lại phong trào kháng chiến chống Pháp của nhà nước Việt Nam Dân chủ Cộng hòa do Chủ tịch Hồ Chí Minh lãnh đạo.

### Đệ Nhất Cộng hòa 1955-1963
Sau khi Pháp thua trận Điện Biên Phủ (1954) và ký Hiệp định Genève, Quốc gia Việt Nam cùng Pháp tập kết về vùng phía Nam vĩ tuyến 17 của Việt Nam.

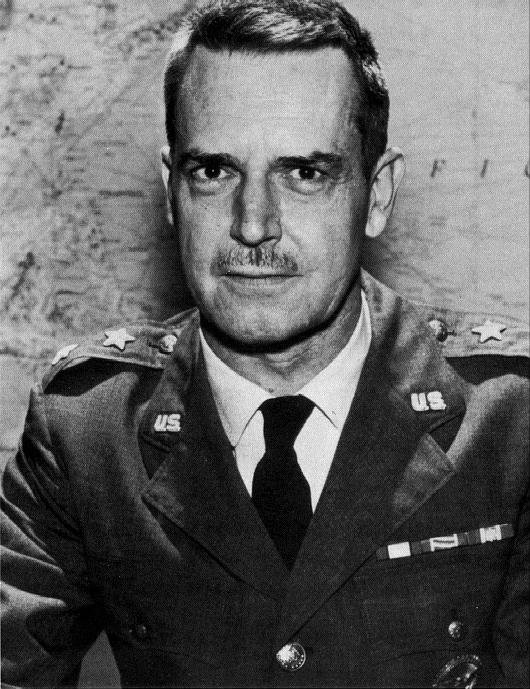
Tướng Edward Lansdale, Chỉ huy cố vấn Mỹ ở Việt Nam.

Theo kế hoạch, quân Pháp sẽ rút dần sau 2 năm và Việt Nam sẽ tiến hành Tổng tuyển cử thống nhất đất nước. Tuy nhiên, báo cáo của CIA cho Tổng thống Mỹ Dwight Eisenhower thấy rằng khoảng 80% dân số Việt Nam sẽ bầu cho Hồ Chí Minh nếu cuộc tổng tuyển cử được thi hành. Không thể chấp nhận việc Hồ Chí Minh sẽ thắng cử và lập chính phủ trên toàn bộ lãnh thổ Việt Nam, Hoa Kỳ đã hậu thuẫn Quốc gia Việt Nam để cuộc tuyển cử không thể diễn ra nhằm chia cắt Việt Nam vĩnh viễn thành 2 quốc gia. Hoa Kỳ muốn có một chính phủ chống Cộng tồn tại ở miền Nam Việt Nam, bất kể chính phủ đó có tôn trọng dân chủ hay không.
Năm 1954, đội bán quân sự của Mỹ do tướng Edward Lansdale (sĩ quan cao cấp của Tình báo Mỹ và đã làm cố vấn cho Pháp tại Việt Nam từ 1953) đã huấn luyện các lực lượng vũ trang của Quốc gia Việt Nam; xây dựng các cơ sở hạ tầng phục vụ quân sự tại Philippines; bí mật đưa một lượng lớn vũ khí và thiết bị quân sự vào Việt Nam; giúp đỡ phát triển các kế hoạch "bình định Việt Minh và các vùng chống đối" . Ngày 13-12-1954, Mỹ và Pháp ký kết văn kiện cho phép các cố vấn quân sự Mỹ thay thế dần cho sĩ quan Pháp tham gia huấn luyện quân đội Quốc gia Việt Nam ở miền Nam Việt Nam. Tháng 1 năm 1955, Mỹ chính thức viện trợ quân sự trực tiếp cho Quốc gia Việt Nam. Thượng nghị sĩ (4 năm sau trở thành Tổng thống) John F. Kennedy tuyên bố vào ngày 1 tháng 6 năm 1956: 
"Nếu chúng ta không phải là cha mẹ của nước Việt Nam bé nhỏ [chỉ Việt Nam Cộng hòa] thì chắc chắn chúng ta cũng là cha mẹ đỡ đầu của nó. Chúng ta là chủ tọa khi nó ra đời, chúng ta viện trợ để nó sống, chúng ta giúp định hình tương lai của nó (...). Đó là con đẻ của chúng ta - chúng ta không thể bỏ rơi nó, chúng ta không thể không biết tới những nhu cầu của nó"
Trong những năm 1954–1956, Mỹ đã bỏ ra 414 triệu USD giúp trang bị cho các lực lượng thường trực Quốc gia Việt Nam, gồm 170.000 quân và lực lượng cảnh sát 75.000 quân; 80% ngân sách quân sự của Quốc gia Việt Nam là do Mỹ viện trợ. Từ năm 1955 đến 1960, có tất cả 800 chuyến tàu chở vũ khí và phương tiện quân sự của Mỹ vào miền Nam Việt Nam. Số viện trợ này giúp Quốc gia Việt Nam đủ sức duy trì bộ máy hành chính và quân đội khi không còn viện trợ của Pháp. Quân đội Quốc gia Việt Nam dần thay thế chiến thuật và vũ khí của Pháp bằng của Mỹ.

Vận động trưng cầu dân ý năm 1955 đưa Ngô Đình Diệm lên nắm quyền.

Đến lúc này lại xảy ra mâu thuẫn giữa Thủ tướng Ngô Đình Diệm với Quốc trưởng Bảo Đại (nguyên là Hoàng đế nhà Nguyễn). Năm 1955, với kết quả cuộc trưng cầu dân ý gian lận (mà các tài liệu ngày nay của Chính phủ Việt Nam thường gọi là "trò hề trưng cầu dân ý"), Thủ tướng Ngô Đình Diệm đã phế truất Quốc trưởng Bảo Đại, lên làm Tổng thống đầu tiên của chính phủ Việt Nam Cộng hòa. Sau đó, Quốc gia Việt Nam tổ chức bầu cử Quốc hội Lập hiến. Quốc hội này ban hành Hiến pháp thành lập Việt Nam Cộng hòa trên cơ sở kế thừa Quốc gia Việt Nam, thủ đô là thành phố Sài Gòn, ngày ban hành Hiến pháp 26 tháng 10 trở thành ngày Quốc khánh của Đệ Nhất Cộng hòa. Việt Nam Cộng hòa theo thể chế chính trị đa đảng, kinh tế tư bản chủ nghĩa và được Mỹ giúp đỡ, bảo vệ để chống lại Việt Nam Dân chủ Cộng hòa và Mặt trận Dân tộc Giải phóng miền Nam Việt Nam tại miền Nam.
Dưới thời Tổng thống Ngô Đình Diệm, ông đề ra chủ nghĩa "Cần lao Nhân vị", duy trì tình trạng đối lập với Việt Nam Dân chủ Cộng hòa. Trong khoảng 5 năm, Việt Nam Cộng hòa đã có một số thành tựu: xã hội ổn định, kinh tế phát triển, định cư gần 1 triệu dân di cư từ miền Bắc, thành lập Viện Đại học Huế...
Tuy nhiên, chính quyền Tổng thống Ngô Đình Diệm bị giới đối lập xem là chính phủ độc tài gia đình trị, dần dần tích lũy nhiều mâu thuẫn nội bộ. Từ năm 1955 và đặc biệt là từ 1959, cùng với sự hậu thuẫn của Hoa Kỳ (do lo ngại ảnh hưởng của phong trào Việt Minh), chính quyền Ngô Đình Diệm thực hiện chính sách đàn áp những người cộng sản, tố cộng diệt cộng trên toàn bộ Nam Việt Nam, dựa theo Luật 10-59 (đạo luật quy định việc thiết lập các phiên tòa quân sự đặc biệt để xét xử những phạm nhân bị tình nghi là ủng hộ Việt Minh và chủ nghĩa cộng sản). Phong trào Đồng khởi năm 1960 (do Đảng Lao động Việt Nam lãnh đạo) và cuộc đảo chính hụt năm 1960 là những đòn giáng mạnh vào chế độ Ngô Đình Diệm.
Mâu thuẫn tôn giáo cũng trở nên gay gắt. Sự kiện Phật Đản năm 1963, việc cấm treo cờ Phật giáo ở Huế đã gây ra phản ứng mạnh mẽ từ các Phật tử, dẫn đến các hoạt động đàn áp Phật giáo của chính quyền. Việc Thượng tọa Thích Quảng Đức tự thiêu giữa đường phố Sài Gòn cùng những phát biểu của bà Ngô Đình Nhu (tức Dân biểu Trần Lệ Xuân) làm chế độ Ngô Đình Diệm bị báo chí phương Tây đả kích kịch liệt và mất hết mọi sự ủng hộ từ phương Tây.

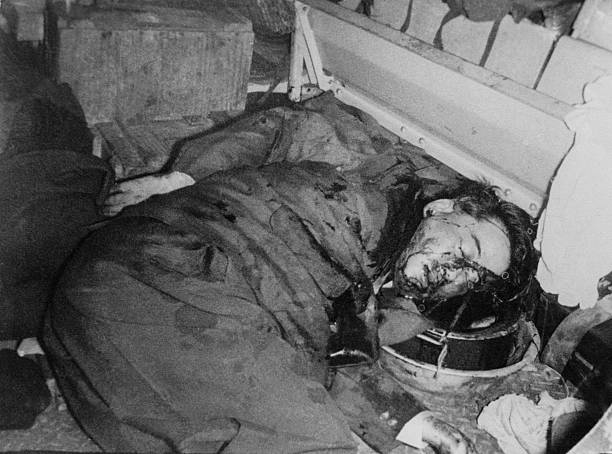
Xác Ngô Đình Diệm bị quân đảo chính bắn chết ở trong chiếc xe thiết giáp M113.

Ngày 1 tháng 11 năm 1963, nền Đệ Nhất Cộng hòa bị lật đổ bởi một nhóm quân nhân dưới sự chỉ huy của một số tướng lĩnh (trong đó có tướng Dương Văn Minh); về sau, ngày này được xem là ngày Quốc khánh của Đệ Nhị Cộng hòa Việt Nam. Cả ba anh em Ngô Đình Diệm, Ngô Đình Nhu và Ngô Đình Cẩn đều bị giết. Theo băng ghi âm tại Nhà Trắng, tổng thống Kennedy nói rằng ông bàng hoàng về cái chết của 2 anh em Diệm và Nhu, cái chết của hai người thật là kinh khủng.
Theo như hồi ký của Bộ trưởng Quốc phòng Mỹ Robert McNamara, chính CIA đã hỗ trợ cho việc lật đổ và sau này McNamara xem đó là một sai lầm nghiêm trọng mà Hoa Kỳ mắc phải. Khi được thông báo anh em Ngô Đình Diệm đã bị giết, Đại sứ Hoa Kỳ Cabot Lodge, đã vui vẻ thốt lên bằng tiếng Pháp: "C'est formidable! C'est formidable!" (Thật là tuyệt diệu. Thật là tuyệt diệu).
Kể từ đây, sự phụ thuộc của Việt Nam Cộng hòa vào viện trợ của Hoa Kỳ ngày càng lớn, cả về tài chính cũng như về quân sự. Sự can thiệp của Tòa đại sứ Mỹ vào công việc nội bộ về chính trị và quân sự của Việt Nam Cộng hòa ngày càng lên cao.

### Thời kỳ quân quản 1963-1967

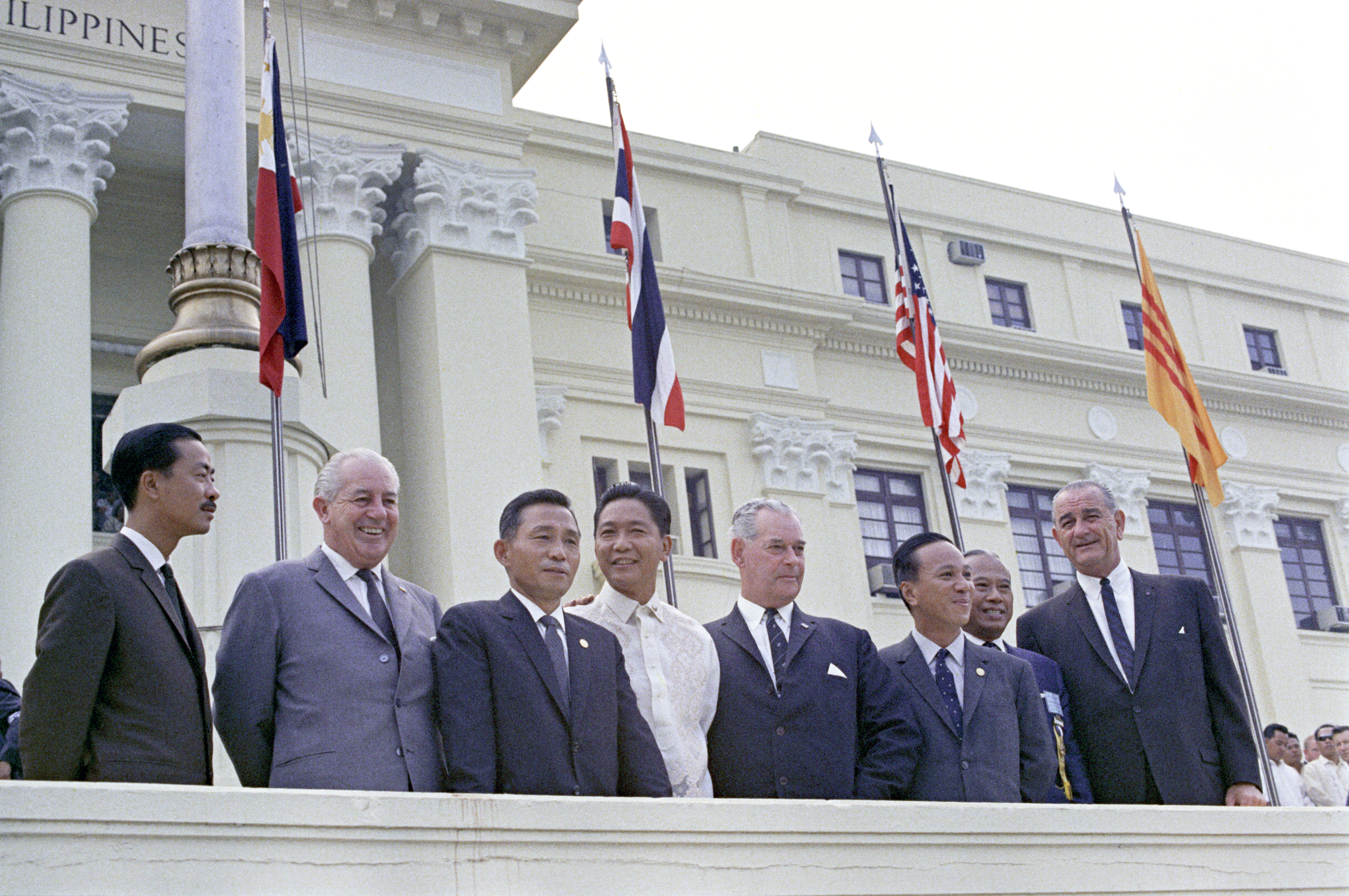
Hai tướng Nguyễn Cao Kỳ (đầu tiên bên trái) và Nguyễn Văn Thiệu (thứ 6 từ trái sang) đại diện Việt Nam Cộng hòa tại hội nghị Hiệp ước SEATO nhóm họp tại Manila năm 1966.

Tiếp sau đó là giai đoạn khủng hoảng lãnh đạo chính trị ở miền Nam bởi một loạt các cuộc đảo chính liên tiếp cho đến khi tướng Nguyễn Văn Thiệu thiết lập nền Đệ Nhị Cộng hòa Việt Nam.
Trong thời gian 18 tháng sau cuộc đảo chính 1963, miền Nam phải chứng kiến hơn 10 cuộc khủng hoảng chính trị (cuộc đảo chính năm 1964 của tướng Nguyễn Khánh; thành lập Tam đầu chế; phong trào chống Hiến chương Vũng Tàu; chính phủ dân sự Trần Văn Hương lên rồi đổ; chính phủ dân sự Phan Huy Quát lên rồi đổ; đảo chính hụt ngày 13 tháng 9, 1964 của tướng Dương Văn Đức và Lâm Văn Phát; đảo chính hụt ngày 20 tháng 2, 1965 của đại tá Phạm Ngọc Thảo). Phe quân đội lần lượt hạ bệ lẫn nhau cùng những chính phủ dân sự liên tiếp được dựng lên rồi lại phải rút lui. Cùng khi đó về mặt xã hội, các khối Phật giáo và Công giáo cũng nhiều lần xuống đường biểu tình gây áp lực. Về mặt pháp lý, bản Hiến pháp năm 1956 bị vô hiệu hóa. Thay vào đó là một loạt hiến chương có tính chất tạm thời như:
1. Hiến chương 4 tháng 11 năm 1963.
2. Hiến chương 7 tháng 2 năm 1964.
3. Hiến chương 16 tháng 8 năm 1964 (thường gọi là Hiến chương Vũng Tàu).
4. Hiến chương 20 tháng 10 năm 1964.

Về mặt quân sự, Việt Nam Cộng hòa, Hoa Kỳ cùng với các đồng minh tiếp tục chiến đấu chống lại các hoạt động quân sự của lực lượng Mặt trận Dân tộc Giải phóng miền Nam Việt Nam và Việt Nam Dân chủ Cộng hòa trong Chiến tranh Việt Nam. Quy mô và mức độ ác liệt của chiến tranh ngày càng tăng. Trong phúc trình gửi Tổng thống Johnson ngày 16 tháng 3 năm 1964, McNamara đưa ra một bức tranh bi thảm, hậu quả của cuộc đảo chính lật đổ chế độ Ngô Đình Diệm: "Trong số đất đai của 22 tỉnh (trong 44 tỉnh), Việt Cộng kiểm soát tới 50% hoặc nhiều hơn. Tại Phước Tuy, Việt Cộng kiểm soát 80%; Bình Dương 90%; Hậu Nghĩa 90%; Long An 90%; Định Tường 90%; Kiến Hoà 90%; An Xuyên (Cà Mau) 85%. Quận Mõ Cày và các xã Định Thủy, Bình Khánh, Phước Hiệp, "đỏ 100%"; trên 900 xã như trong trường hợp ba xã này...". Sau đảo chính 1963, trong một thời gian ngắn, đường mòn Hồ Chí Minh trở thành một "xa lộ thênh thang", lượng hàng vận chuyển vào miền Nam tăng vọt. Trước đây, đoàn vận tải ô tô chỉ vào Khe Hó đổ hàng rồi từ đây dùng voi hay sức người chuyển vào Palin Thừa Thiên. Đầu năm 1964, các đoàn ô tô đã có thể đi tới điểm trạm ngã ba biên giới Kontum, số lượng vận tải tăng 40 lần so với năm trước, tỉ trọng vận tải cơ giới là 51%. Trước những thất bại này, Tổng thống Mỹ quyết định huy động quân viễn chinh trực tiếp tham chiến tại miền Nam Việt Nam. Báo Quân đội Nhân dân nhận định "Đầu năm 1965, tình hình cách mạng miền Nam đã có những tiến bộ vượt bậc. Cuộc "chiến tranh đặc biệt" của Mỹ-ngụy ngày càng bị khủng hoảng và thất bại nghiêm trọng. Đế quốc Mỹ đã tìm mọi cách cố tạo ra một "sức mạnh" để cứu vãn sự sụp đổ của chính quyền Việt Nam Cộng hòa. Chúng ồ ạt đưa quân viễn chinh và quân chư hầu vào miền Nam Việt Nam, đồng thời mở rộng hoạt động ném bom đánh phá miền Bắc".
Ngày 8 tháng 3 năm 1965, Mỹ chính thức đổ quân viễn chinh lên Đà Nẵng. Phía Mỹ đã không thông báo cho Việt Nam Cộng hòa về thời gian và địa điểm đổ quân, mặc dù bản tin của Bộ Quốc phòng Mỹ 2 ngày trước tuyên bố rằng Mỹ đổ quân vào miền Nam Việt Nam là theo yêu cầu của chính phủ Sài Gòn. Sáng ngày 8 tháng 3, một sĩ quan Mỹ đến gặp Thủ tướng Việt Nam Cộng hòa là Phan Huy Quát, yêu cầu soạn thảo một thông cáo chung bằng hai thứ tiếng Anh-Việt để thông báo rộng rãi, lúc đó ông Quát mới biết quân Mỹ đã đổ bộ vào Việt Nam. Khi biết tin thì quân Mỹ đã đổ bộ rồi, Thủ tướng Việt Nam Cộng hòa phải hợp thức hóa việc này bằng cách gọi Tổng trưởng Phủ Thủ tướng là Bùi Diễm cùng với một viên chức Mỹ là Melvin Manfull soạn ngay thông cáo chào mừng quân Mỹ, với chỉ đạo: "Viết càng ngắn càng tốt. Chỉ mô tả sự kiện rồi khẳng định rằng chúng ta đã đồng ý mà thôi". Trong những tháng sau đó, Mỹ đổ bộ hàng chục vạn quân, lính Mỹ hiện diện ở khắp miền Nam.

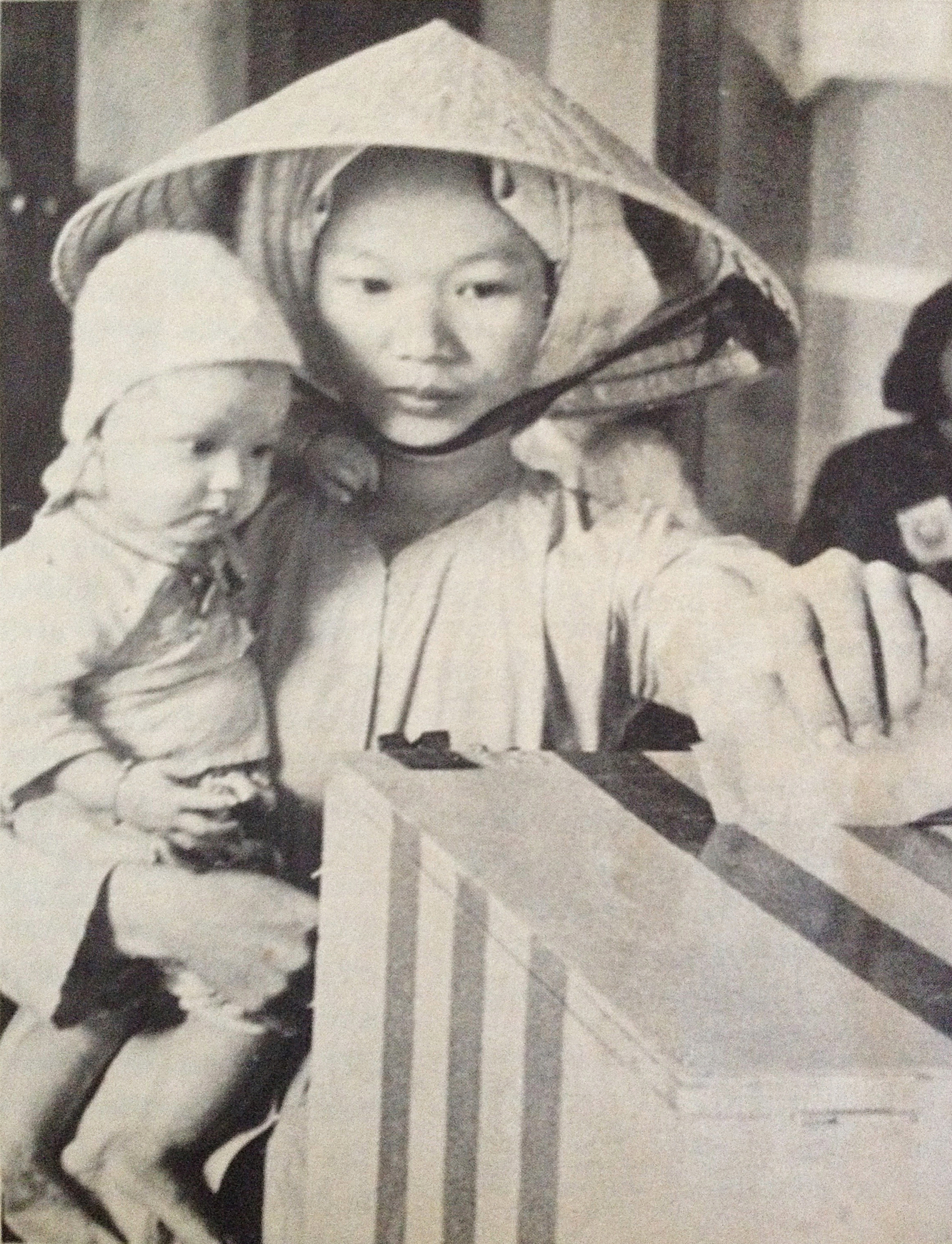
Bầu cử năm 1967, liên danh Nguyễn Văn Thiệu - Nguyễn Cao Kỳ đạt 34,8% số phiếu để đắc cử tổng thống và phó tổng thống, đánh dấu việc thành lập Đệ Nhị Cộng hòa.

| Thứ tự sự kiện mở đầu       | Hội đồng giám sát, cố vấn              | Lãnh đạo quân đội | Thủ tướng chính phủ dân sự | thời gian       |
| --------------------------- | -------------------------------------- | ----------------- | -------------------------- | --------------- |
| 1. Đảo chính 1.11.1963      | Hội đồng Quân nhân Cách mạng           | Dương Văn Minh    | Nguyễn Ngọc Thơ            | 11.1963-01.1964 |
| 2. Chỉnh lý 30.1.1964       | Hội đồng Quân nhân Cách mạng           | Nguyễn Khánh      |                            | 01.1964-08.1964 |
| 3. Cải tổ 28.06.1964        | Ủy ban Lãnh đạo Lâm thời (Tam đầu chế) | Nguyễn Khánh      | Nguyễn Khánh               | 08.1964-10.1964 |
| 4. Hiến chương 10.1964      | Thượng Hội đồng Quốc gia (dân sự)      | Nguyễn Khánh      | Trần Văn Hương             | 10.1964-01.1965 |
| 5. Chính phủ Trần Văn Hương | Hội đồng Quân lực                      | Nguyễn Khánh      | Phan Huy Quát              | 02.1965-06.1965 |
| 6. Chính phủ Phan Huy Quát  | Ủy ban Lãnh đạo Quốc gia               | Nguyễn Văn Thiệu  | Nguyễn Cao Kỳ              | 06.1965-09.1967 |

### Đệ Nhị Cộng hòa 1967–1975
Để chấm dứt tình trạng rối ren về chính trị, tháng 6 năm 1966, Ủy ban Lãnh đạo Quốc gia do tướng Nguyễn Văn Thiệu và Nguyễn Cao Kỳ điều hành tuyên bố mở cuộc bầu cử Quốc hội lập hiến vào ngày 3 tháng 9. Theo đó 118 đại biểu đắc cử gồm nhiều thành phần và đến 1 tháng 4 năm 1967 thì ra tuyên cáo bản Hiến pháp Đệ Nhị Cộng hòa Việt Nam. Hiến pháp này là cơ sở pháp lý của Việt Nam Cộng hòa cho đến 30 tháng 4 năm 1975.
Cuộc Tổng tuyển cử Tổng thống và Quốc hội diễn ra ngày 3 tháng 9 năm 1967 với 11 liên danh tranh cử trong đó có những ứng cử viên là chính trị gia kỳ cựu như Phan Khắc Sửu và Trần Văn Hương. Trong số hơn sáu triệu cử tri thì năm triệu người đi bầu, tức tỷ lệ 80%. Liên danh Nguyễn Văn Thiệu-Nguyễn Cao Kỳ đắc cử với 35% số phiếu. Về nhì là luật sư Trương Đình Dzu với 17%.
Tháng 6 năm 1969, trong vùng kiểm soát của Mặt trận Dân tộc Giải phóng miền Nam Việt Nam đã diễn ra Đại hội đại biểu quốc dân và thành lập ra Chính phủ Cách mạng Lâm thời Cộng hòa Miền Nam Việt Nam, do Huỳnh Tấn Phát làm chủ tịch và Hội đồng Cố vấn do Nguyễn Hữu Thọ làm Chủ tịch.
Năm 1971 là cuộc Tổng tuyển cử thứ nhì của nền Đệ Nhị Cộng hòa. Kỳ này Tổng thống Nguyễn Văn Thiệu tái đắc cử nhiệm kỳ thứ hai một cách dễ dàng vì không có đối thủ nào khác ra tranh cử. Khi sự việc này xảy ra, nhiều người cho là do điều luật mới thông qua ngày 3 tháng 6 năm 1971 nhằm hạn chế khả năng tham gia của ứng cử viên đối lập. Theo đó thì ứng cử viên phải có 40 chữ ký ủng hộ của Dân biểu hay Nghị sĩ Quốc hội và 100 chữ ký của các thành viên trong Hội đồng tỉnh. Dương Văn Minh và Nguyễn Cao Kỳ vì không thỏa mãn được quy định trên đã phải rút tên, chỉ còn Nguyễn Văn Thiệu là ứng cử viên duy nhất trong cuộc bầu cử.
Vào năm 1973, sau Hiệp định Paris (được thảo luận giữa bốn bên tham chiến là Việt Nam Dân chủ Cộng hòa, Hoa Kỳ, Cộng hòa Miền Nam Việt Nam và Việt Nam Cộng hòa), quân đội Hoa Kỳ đã rút khỏi Việt Nam. Việt Nam Cộng hòa cố gắng trì hoãn việc ký kết hiệp định, nhưng phía Mỹ đã có quyết định dứt khoát về việc này và gây áp lực cho chính phủ Việt Nam Cộng hòa. Cuối cùng, Việt Nam Cộng hòa phải chấp nhận ký kết hiệp định.

### Suy vong
Bị mất viện trợ về tài lực và quân sự từ phía Hoa Kỳ, Việt Nam Cộng hòa không thể tự đứng vững được. Theo nhà sử học Vũ Ngự Chiêu thì Việt Nam Cộng hòa giống như "một lâu đài xây trên cát, trông bề thế bên ngoài nhưng chỉ cần một con sóng nhỏ là tan vỡ", mầm mống của sụp đổ gồm những lý do sau:

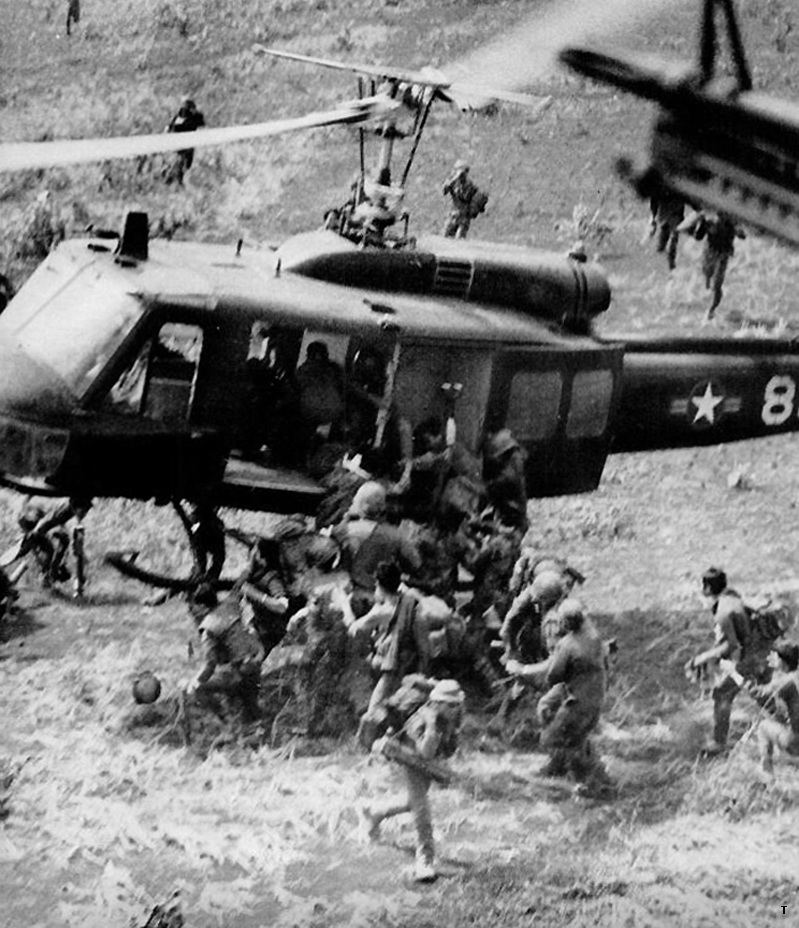
Binh sĩ Việt Nam Cộng hòa đang cố bám vào càng một chiếc trực thăng UH-1 để di tản

- Không có lãnh đạo đủ khả năng: Người được Mỹ đưa lên cầm quyền năm 1967 (Nguyễn Văn Thiệu) chỉ là một bù nhìn, giống như khởi đầu binh nghiệp làm thông ngôn Pháp của ông ta. Chính phủ Việt Nam Cộng hòa không tự đưa ra được quyết sách gì, chính sách từ lớn xuống bé đều do Tòa Đại sứ Mỹ, các tướng lĩnh MACV (Trung tâm Chỉ huy Tác chiến Hoa Kỳ tại Việt Nam), sau này là USAID (Cơ quan Quản lý Viện trợ Hoa Kỳ) soạn thảo, đôn đốc thực hiện. Đại sứ Ellsworth Bunker và rồi Graham Martin có quyền lực không khác gì những "Toàn quyền Đông Dương" của Pháp trước kia – dù Việt Nam Cộng hòa không ngừng tự xưng là "Đồng minh" của Mỹ.
- Không có sự ủng hộ của người dân: Mặc dù cơ quan tuyên truyền của Mỹ và Việt Nam Cộng hòa luôn kêu gọi tinh thần chống Cộng với dân chúng miền Nam, nhưng thực ra họ chỉ có thể kiểm soát được khoảng 20-30% dân số miền Nam. Phần còn lại sống trong những vùng quân Giải phóng miền Nam kiểm soát một phần hoặc toàn bộ. Ngay trong số 20-30% dân chúng trong vùng do Việt Nam Cộng hòa kiểm soát, nhiều người cũng không ủng hộ chế độ này và chia làm nhiều phe phái chống lại nhau vì những lý do như tôn giáo (Thiên Chúa giáo - Phật giáo), sắc tộc (người Việt - người Hoa), vùng miền (người thành thị - người nhập cư)...
- Nền kinh tế phụ thuộc vào viện trợ Mỹ, khi Mỹ giảm viện trợ thì lập tức lâm vào khủng hoảng. Cuộc khủng hoảng kinh tế 1973-1974 khiến đời sống người dân rất khó khăn, lương bổng cho binh sĩ bị cắt giảm, làm suy sụp ý chí chiến đấu của đa số binh sĩ.
- Quân đội Việt Nam Cộng hòa thiếu chỉ huy có kinh nghiệm: qua màng lọc của hệ thống phe đảng và tham nhũng, những cấp chỉ huy có tiềm năng nhất nhưng không có thế lực chính trị đỡ đầu thì thường chết trận hay bị loại ngũ. Khi tác chiến thì quen dựa vào hỏa lực mạnh của Quân đội Hoa Kỳ, nên khi không còn hỏa lực Mỹ nữa thì bị lâm vào lúng túng. Bản thân tổng thống Nguyễn Văn Thiệu lên chức đều là do đảo chính chứ không phải vì thành tích mặt trận. Có được ghế Tổng thống rồi, ông Thiệu lại tập trung hết quyền bính trong tay, biến Bộ Tổng Tham mưu thành một cơ cấu thư ký, không được tự ra quyết sách (vì ông Thiệu sợ rằng đến lượt chính mình sẽ bị người khác đảo chính lật đổ). Hiệp định Paris 1973 khiến binh sĩ hoang mang rằng "Mỹ đã bỏ rơi chăng? Nếu Mỹ còn không đánh lại thì sao mà tự đánh được?", thế là tinh thần chiến đấu càng sụt giảm. Có đơn vị tự ý bỏ chạy khi vừa bị một viên pháo nã vu vơ vào đồn, đơn vị khác thì vừa nghe tiếng máy cày trong đêm đã thấy hoảng sợ, vội báo cáo xe tăng địch xuất hiện.

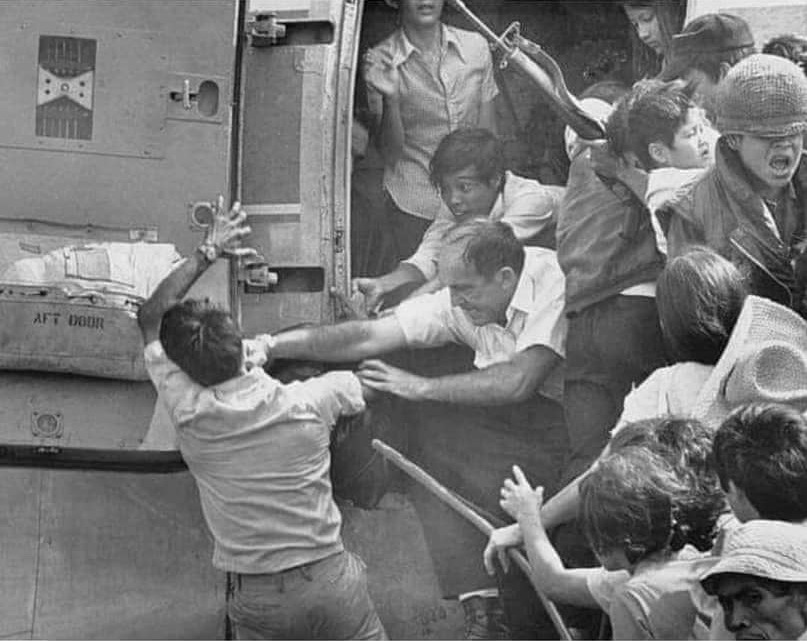
Một người đàn ông Mỹ đấm vào mặt một người khác để giành chỗ trên trực thăng di tản khỏi Nha Trang năm 1975.

Trong bản ghi âm được giải mật sau này về cuộc trao đổi giữa Tổng thống Mỹ Richard Nixon và ngoại trưởng Henry Kissinger vào cuối năm 1972, Nixon nói rõ việc ông sẵn sàng bỏ mặc "đứa con" Việt Nam Cộng hòa để nước Mỹ có thể thoát khỏi cuộc chiến ở Việt Nam
Henry Kissinger: Tôi nghĩ Thiệu nói đúng đấy. Hiệp định đó (Hiệp định Paris) sẽ đẩy Việt Nam Cộng hòa vào thế nguy hiểm
Richard Nixon: Nó (Việt Nam Cộng hòa) phải tự chống đỡ thôi... Nếu nó chết thì cứ để cho nó chết. Nó lớn rồi, chúng ta không thể cứ cho nó bú mớm mãi được
Việt Nam Cộng hòa duy trì chủ yếu nhờ vào khoản viện trợ kinh tế và quân sự rất lớn của Mỹ, nhưng do nạn tham nhũng nên viện trợ bị sử dụng rất phung phí và kém hiệu quả. Quy mô tham nhũng bên trong chính phủ Việt Nam Cộng hòa là rất lớn: cả nửa triệu tấn gạo biến mất khỏi các kho lương thực trong năm 1967, súng cũng được tuồn ra bán với giá 25-30 đôla một khẩu, ngay cả xe bọc thép hoặc máy bay lên thẳng cũng có thể tuồn ra được. Hồi ký Nguyễn Cao Kỳ nêu trường hợp tướng Tư lệnh đồng bằng sông Cửu Long đã lấy cắp 8.000 đài vô tuyến và 24.000 vũ khí cá nhân do Hoa Kỳ viện trợ và sớm bán hết sạch ra chợ đen, tài liệu mật từ Tòa Đại sứ Mỹ cho biết phần lớn số đó đã lọt vào tay quân Giải phóng. Nhà báo người Mỹ William J. Lederer, trong chuyến điều tra năm 1968, nhận xét: kẻ thù tồi tệ nhất của Mỹ trong chiến tranh Việt Nam chính là nạn tham nhũng của Việt Nam Cộng hòa. Hàng tỷ USD viện trợ kinh tế và quân sự của Mỹ đã bị các quan chức Việt Nam Cộng hòa tham ô rồi bán ra chợ đen. Ông đã chứng kiến những kho hàng lậu đầy ắp hàng hóa và vũ khí quân dụng, có tới cả 1.000 khẩu súng trường, bao gồm cả loại M16 hiện đại. William J. Lederer nhận xét: "Tôi đã thấy trước Hoa Kỳ sẽ bị đánh bại như thế nào - không phải chỉ bằng sức mạnh của đối phương, mà bởi chính những sai lầm của mình, sự bất lực của chính mình" . Việt Nam Cộng hòa dưới sự lãnh đạo của Nguyễn Văn Thiệu cũng không có một chính sách kinh tế phù hợp để xây dựng nền tảng công nghiệp quốc gia mà ngày càng phụ thuộc vào viện trợ Mỹ nên khi Mỹ cắt viện trợ thì nền kinh tế gặp khó khăn; tinh thần công chức, quân nhân và dân chúng xuống thấp rồi chính quyền sụp đổ.
Năm 1975, sau khi thất thủ Ban Mê Thuột (nay gọi là Buôn Ma Thuột), trước sự tấn công mãnh liệt của Quân Giải phóng, cộng thêm các sai lầm chiến lược, quân đội Việt Nam Cộng hòa đã nhanh chóng tan rã, mất quyền kiểm soát lãnh thổ. Nhiều tướng lãnh cao cấp Việt Nam Cộng hòa đã tự ý rời bỏ hàng ngũ. Tổng thống Dương Văn Minh, người được đề cử chức vụ này vào ngày 29 tháng 4 năm 1975, đã ra lệnh đầu hàng vô điều kiện trước Quân Giải phóng và Mặt trận Dân tộc Giải phóng miền Nam Việt Nam vào ngày 30 tháng 4 năm 1975.

### Sụp đổ
Ngày 30 tháng 4 năm 1975, Tổng thống cuối cùng của Việt Nam Cộng hòa Dương Văn Minh tuyên bố đầu hàng khi Quân Giải phóng miền Nam tiến vào Sài Gòn.
Sau khi tiếp nhận sự đầu hàng của Chính phủ Việt Nam Cộng hòa, Chính phủ Cách mạng Lâm thời Cộng hòa Miền Nam Việt Nam (gọi tắt là Cộng hòa Miền Nam Việt Nam) ra tuyên bố: "Chính phủ Cách mạng Lâm thời Cộng hòa Miền Nam Việt Nam hiện nay thực hiện chủ quyền trên toàn vẹn lãnh thổ của mình trên toàn bộ miền Nam Việt Nam, là người đại diện chân chính và hợp pháp duy nhất của nhân dân miền Nam Việt Nam, có đầy đủ quyền hành giải quyết những vấn đề quốc tế của miền Nam Việt Nam". Thông qua tuyên bố này và việc tiếp nhận sự đầu hàng của Chính phủ Việt Nam Cộng hòa, Chính phủ Cách mạng Lâm thời Cộng hòa Miền Nam Việt Nam đã khẳng định Cộng hòa Miền Nam Việt Nam chính thức thực hiện chủ quyền quốc gia đối với lãnh thổ miền Nam Việt Nam, trong đó có hai quần đảo Hoàng Sa và Trường Sa. Trên thực tế, sau năm 1975, Cộng hòa Miền Nam Việt Nam đã kế thừa lãnh thổ, các cơ quan đại diện ở nước ngoài, tư cách thành viên tại các tổ chức quốc tế (WHO, ILO, UNESCO, ICAO, IAEA, IMF, Ngân hàng Thế giới,...). Tất cả những kế thừa này của Cộng hòa Miền Nam Việt Nam đều được thực hiện theo đúng thông lệ quốc tế và Công ước về kế thừa quốc gia đối với Điều ước quốc tế năm 1978.

## Tổ chức chính quyền

### Đệ Nhất Việt Nam Cộng hòa
Theo Hiến pháp 1956, mô hình tổ chức nhà nước của Đệ Nhất Việt Nam Cộng hòa như sau:

#### Lập pháp

Trụ sở Quốc hội (sau thành trụ sở Hạ nghị viện) Việt Nam Cộng hòa; nay là Nhà hát Lớn Thành phố Hồ Chí Minh

Quyền lập pháp thuộc về Quốc hội được tổ chức đơn viện. Số lượng Dân biểu do Luật định. Dân biểu được bầu cử theo lối đầu phiếu phổ thông, trực tiếp và kín, theo những thể thức và điều kiện do đạo luật tuyển cử quy định. Nhiệm kỳ Dân biểu là ba năm. Các Dân biểu có thể được tái cử.
Trong tình trạng khẩn cấp, chiến tranh, nội loạn, khủng hoảng kinh tế hoặc tài chính, Quốc hội có thể biểu quyết một đạo luật ủy cho Tổng thống, trong một thời gian, với những hạn định rõ, quyền ký các sắc luật để thực hiện chánh sách mà Quốc hội ấn định trong đạo luật ủy quyền. Các sắc luật phải được chuyển đến Văn phòng Quốc hội ngay sau khi ký. 30 ngày sau khi mãn thời hạn đã ấn định trong đạo luật ủy quyền, nếu Quốc hội không bác bỏ, các sắc luật ấy sẽ được coi hẳn như những đạo luật. [Điều 42]
Quyền hạn: 
- Biểu quyết các đạo luật, chấp thuận các điều ước và các hiệp định quốc tế.
- Chỉ định một Ủy ban kiểm soát để phụ trách việc phúc trình về vấn đề kiểm soát tánh cách hợp thức cuộc bầu cử các Dân biểu.
- Chỉ định các Ủy ban.
- Ấn định nội quy, Tổ chức nội bộ Quốc hội và Văn phòng; Thủ tục Quốc hội và quyền hạn Văn phòng; Kỷ luật trong Quốc hội và các sự chế tài về kỷ luật; Thành phần và quyền hạn các Ủy ban.

Mỗi năm Quốc hội họp 2 lần, tổng thời gian 2 lần họp không quá 3 tháng. Lần 1 bắt đầu từ ngày thứ 2 đầu tiên trong tháng 4 dương lịch. Lần 2 bắt đầu ngày thứ 2 đầu tiên trong tháng 10 dương lịch. Ngoài ra có thể họp bất thường.

#### Hành pháp
Tổng thống nắm quyền hành pháp, do Nhân dân trực tiếp bầu lên với nhiệm kỳ 5 năm, có thể được tái nhiệm thêm 2 nhiệm kỳ. Mặc dù trong Hiến pháp 1956 có quy định "Chủ quyền thuộc về toàn dân" nhưng Đoạn 3, Điều 3 thì lại xác định "Tổng thống lãnh đạo quốc dân"
Tổng thống có các quyền:
- Ký kết, và sau khi được Quốc hội chấp thuận, phê chuẩn các điều ước và hiệp định quốc tế.
- Bổ nhiệm các sứ thần, tiếp nhận ủy nhiệm thư của các đại diện ngoại giao, thay mặt Quốc gia trong việc giao thiệp với ngoại quốc.
- Với sự thỏa thuận của một nửa tổng số Dân biểu Quốc hội, Tổng thống tuyên chiến hoặc phê chuẩn hòa ước.
- Bổ nhiệm và cách chức tất cả các công chức dân sự và quân sự. Thành lập Nội các.
- Là tư lệnh tối cao của các lực lượng quân sự.
- Ban các loại huy chương.
- Có quyền ân xá, ân giảm, hoán cải hình phạt và huyền án.
- Có thể gia hạn nhiệm kỳ dân biểu.
- Có thể dự các phiên họp Quốc hội và tuyên bố trước Quốc hội.
- Mỗi năm vào đầu khóa họp thường lệ thứ nhì và mỗi khi thấy cần, Tổng thống thông báo cho Quốc hội biết tình hình Quốc gia và chánh sách đối nội, đối ngoại của Chính phủ.
- Với sự thỏa thuận của Quốc hội, Tổng thống có thể tổ chức trưng cầu dân ý.
- Tổng thống có thể ký sắc luật ngân sách cho tài khóa sau trong một số trường hợp nhất định.
- Ký sắc lệnh tuyên bố tình trạng khẩn cấp, báo động hoặc giới nghiêm trong một hay nhiều vùng; các sắc lệnh này có thể tạm đình chỉ sự áp dụng một hoặc nhiều đạo luật tại những vùng đó.

#### Tư pháp
Ngành Tư pháp được tổ chức theo nguyên tắc bình đẳng của mọi người trước pháp luật và nguyên tắc độc lập của Thẩm phán xử án. [Điều 70] Thẩm phán xử án quyết định theo lương tâm mình, trong sự tôn trọng luật pháp và quyền lợi Quốc gia. Hệ thống tòa án nằm dưới sự kiểm soát của Bộ Tư Pháp.
Đặc biệt Pháp viện là một tòa án đặc biệt có thẩm quyền xét xử Tổng thống, Phó Tổng thống, Chánh án Tòa Phá án và Chủ tịch Viện Bảo hiến trong trường hợp bị can phạm tội phản quốc và các trọng tội. Đặc biệt Pháp viện gồm có: Chánh án Tòa Phá án, Chánh án; 15 Dân biểu do Quốc hội bầu ra mỗi nhiệm kỳ, Hội thẩm. Khi Chánh án Tòa Phá án là bị can, Chủ tịch Viện Bảo hiến sẽ ngồi ghế Chánh án. Ban Điều tra của Đặc biệt Pháp viện gồm 5 dân biểu do Quốc hội bầu ra mỗi nhiệm kỳ. Đặc biệt Pháp viện họp để nghe Ban Điều tra và đương sự trình bày và phán quyết theo đa số 3/4 tổng số nhân viên.
Viện Bảo hiến đưa ra các phán quyết về tính cách hợp hiến của các đạo luật, sắc luật và quy tắc hành chánh. Viện Bảo hiến, về mỗi nhiệm kỳ Quốc hội, gồm có: một Chủ tịch do Tổng thống cử ra với sự chấp thuận của Quốc hội, kèm theo 4 thẩm phán cao cấp hay luật gia do Tổng thống cử; kèm theo 4 dân biểu do Quốc hội cử.

### Hành chính địa phương
Toàn bộ lãnh thổ Việt Nam Cộng hòa được chia thành các tỉnh. Thành phố thủ đô được gọi là Đô thành
- Đô thành là Sài Gòn
- Cấp tỉnh: đứng đầu là tỉnh trưởng. Vào thời Đệ Nhị Cộng hòa thì tỉnh trưởng luôn là quân nhân. Phó tỉnh trưởng mới là dân sự.
- Cấp quận: đứng đầu là quận trưởng. Cấp thị xã: đứng đầu là đô trưởng, thị trưởng
- Cấp xã: đứng đầu là xã trưởng

### Đệ Nhị Việt Nam Cộng hòa
Hiến pháp 1967 xác lập cơ cấu tổ chức chính quyền Việt Nam Cộng hòa rất hoàn chỉnh, theo mô hình của Nhà nước Hoa Kỳ. Hiến pháp Việt Nam Cộng hòa đã thể hiện khá đầy đủ tinh thần của chủ nghĩa hợp hiến.

#### Lập pháp
Quyền lập pháp thuộc về Quốc hội với Hạ nghị viện (159 thành viên được gọi là dân biểu với nhiệm kỳ 4 năm) và Thượng nghị viện (60 thành viên được gọi là nghị sĩ, nhiệm kỳ 6 năm). Thượng viện được bầu theo liên danh. Một liên danh có thể có ứng cử viên từ nhiều vùng khác nhau nhưng chung một liên danh. Hạ viện thì chọn theo số phiếu từng địa phương căn cứ trên dân số. Tính đến năm 1974 thì mỗi dân biểu đại diện khoảng 50.000 cử tri. Cử tri đầu phiếu trực tiếp để chọn đại biểu ở Hạ viện và Thượng viện. Nhiệm kỳ cuối cùng của Hạ viện bắt đầu ngày 29 tháng 8 năm 1971, đáng ra sẽ kết thúc vào tháng 8 năm 1975. Thượng viện thì phân nửa bắt đầu nhiệm kỳ vào tháng 8 năm 1970, sẽ kết thúc năm 1976. Phân nửa kia bắt đầu vào tháng 8 năm 1973, đáng ra sẽ kết thúc năm 1979.
Trong 159 ghế Hạ viện thì có 6 ghế dành riêng cho người Việt gốc Miên, 6 ghế cho người Thượng, 2 ghế cho người thiểu số di cư từ thượng du miền Bắc và 2 ghế cho người Chàm.
Quốc hội có những quyền hạn sau:
- Biểu quyết các đạo luật
- Phê chuẩn các hiệp ước và hiệp định quốc tế
- Quyết định việc tuyên chiến và nghị hòa, quyết định tuyên bố tình trạng chiến tranh
- Kiểm soát chính phủ trong việc thi hành chính sách quốc gia
- Hợp thức hóa sự đắc cử của dân biểu hoặc nghị sĩ quốc hội
- Quyền khuyến cáo thay thế từng phần hay toàn thể Chính phủ với đa số 2/3 tổng số dân biểu và nghị sĩ. Nếu Tổng thống không có lý do đặc biệt để khước từ, sự khuyến cáo sẽ có hiệu lực. Trong trường hợp Tổng thống khước từ, Quốc hội có quyền chung quyết sự khuyến cáo với đa số 3/4 tổng số dân biểu và nghị sĩ.

Ở tỉnh, thị xã có Hội đồng tỉnh, thị xã, Đô thành Sài Gòn có Hội đồng Đô thành, đều do dân bầu trực tiếp với nhiệm kỳ 3 năm; thành viên Hội đồng gọi là nghị viên. Các Hội đồng này có thẩm quyền quyết định ngân sách và các vấn đề dân sinh của địa phương.

#### Hành pháp
Tổng thống là người nắm quyền hành pháp, do bầu cử lên với nhiệm kỳ 4 năm và có những quyền hạn sau:
- Ban hành các đạo luật
- Hoạch định chính sách quốc gia
- Bổ nhiệm Thủ tướng và các thành viên của Chính phủ, cải tổ một phần hay toàn bộ Chính phủ (hoặc tự ý, hoặc sau khi có sự khuyến cáo của Quốc hội)
- Bổ nhiệm các đại sứ, các tỉnh trưởng, thị trưởng, đô trưởng
- Chủ tọa Hội đồng Tổng trưởng
- Tổng tư lệnh tối cao của Quân lực Việt Nam Cộng hòa
- Chủ tịch Hội đồng An ninh Quốc gia
- Ký kết và ban hành các hiệp ước và hiệp định quốc tế
- Tuyên bố tình trạng báo động, giới nghiêm bằng sắc luật.

Sau vụ tu chính hiến pháp Tháng Giêng năm 1974 thì nhiệm kỳ tổng thống đổi từ 4 thành 5 năm. Ngoài ra tổng thống và phó tổng thống được phép tái đắc cử 2 lần thay vì 1 lần.
Phó Tổng thống có những nhiệm vụ sau:
- Chủ tịch Hội đồng Văn hóa Giáo dục
- Chủ tịch Hội đồng Kinh tế Xã hội
- Chủ tịch Hội đồng các Sắc tộc.

Phó Tổng thống không được kiêm nhiệm một chức vụ nào trong các cơ quan Chính phủ khác.
Theo lý thuyết thì Tổng thống không được quyền can thiệp vào nhánh lập pháp, nhưng trong thực tế thì khác. Ví dụ như năm 1969, Tổng thống Nguyễn Văn Thiệu đã vượt quyền hiến pháp, cụ thể là điều luật quy định sự bất khả xâm phạm của dân biểu, để bắt giữ và mở tòa án quân sự kết án dân biểu Trần Ngọc Châu 10 năm khổ sai, sau khi vị dân biểu này đề nghị thành lập một đoàn gồm các nhà lập pháp Việt Nam Cộng hòa để đàm phán với Việt Nam Dân chủ Cộng hòa.

#### Nội các
Thủ tướng điều khiển Chính phủ và các cơ cấu hành chính quốc gia. Thủ tướng chịu trách nhiệm về sự thi hành chính sách quốc gia trước Tổng thống. Chức vụ này do Tổng thống bổ nhiệm.
Chính quyền Trung ương được tổ chức thành 19 Bộ; đứng đầu mỗi bộ là tổng trưởng:
1. Bộ Ngoại giao
2. Bộ Quốc phòng
3. Bộ Nội vụ
4. Bộ Thông tin
5. Bộ Chiêu hồi
6. Bộ Tài chính
7. Bộ Kinh tế
8. Bộ Tư pháp
9. Bộ Phát triển Nông thôn
10. Bộ Cải cách Điền địa và Pháp triển Nông–Ngư nghiệp
11. Bộ Công chánh
12. Bộ Giao thông và Bưu điện
13. Bộ Giáo dục
14. Bộ Y tế
15. Bộ Xã hội
16. Bộ Lao động
17. Bộ Cựu chiến binh
18. Bộ Phát triển Sắc tộc
19. Bộ Đặc trách liên lạc Quốc hội

Ngoài ra còn có 3 Quốc vụ khanh:
1. Quốc vụ khanh đặc trách văn hóa
2. Quốc vụ khanh đặc trách tái thiết và phát triển
3. Văn phòng Quốc vụ khanh

Đứng đầu các Bộ là các Tổng trưởng hoặc Bộ trưởng. Các Tổng trưởng và Bộ trưởng là các thành viên của Chính phủ, thành viên của Hội đồng Nội các (Hội đồng Tổng trưởng). Trong mỗi bộ, dưới tổng trưởng theo thứ tự là đổng lý văn phòng, chánh văn phòng, công cán ủy viên, tham chánh văn phòng.
Các Tổng trưởng, Bộ trưởng do Thủ tướng đề cử lên Tổng thống, Tổng thống bổ nhiệm.
Thủ tướng và các thành viên Chính phủ có thể tham dự các phiên họp của Quốc hội hoặc của các Uỷ ban để trình bày và giải quyết về các vấn đề liên quan đến chính sách quốc gia và sự thi hành các chính sách quốc gia do Tổng thống hoạch định.

#### Hành chính địa phương
Toàn bộ lãnh thổ Việt Nam Cộng Hòa được chia thành các Tỉnh. Thủ đô Quốc gia được gọi là Đô thành
- Đô thành Sài Gòn, thị xã: đứng đầu là đô trưởng, thị trưởng
- Cấp tỉnh: đứng đầu là tỉnh trưởng. Vào thời Đệ Nhị Cộng hòa thì tỉnh trưởng là quân nhân. Phó tỉnh trưởng mới là dân sự.
- Cấp quận: đứng đầu là quận trưởng
- Cấp xã: đứng đầu là xã trưởng

### Tư pháp

#### Luật pháp
Luật pháp Việt Nam Cộng hòa được xây dựng căn cứ theo Bộ Hoàng Việt Hộ luật (1936-39) do triều đình Nguyễn ban hành ở Trung Kỳ cùng Bộ Dân luật Giản yếu (1883) áp dụng ở Nam Kỳ, sau châm chước thêm một số điều khoản của Bộ Dân luật Bắc Kỳ (1931). Hình luật thì có Bộ Hoàng Việt Hình luật (1933), Tố tụng tu chính của Trung Kỳ (1935) và Hình luật Nam Kỳ Canh cải (1912). Di sản luật pháp từ thời Pháp thuộc dần được thống nhất thành một bộ luật cho toàn quốc năm 1972 với tên Bộ Hình luật Việt Nam ban hành ngày 20 tháng 12 năm 1972. Theo đó có năm hạng:
- Bộ luật Hình sự tố tụng; Bộ luật này đã được Tổng thống Việt Nam Cộng hòa ban hành qua Sắc luật số 027/TT-SLU[34]
- Bộ Dân luật; Sắc luật số 028/TT/SLU[35]
- Bộ Quân luật và các văn kiện thi hành của Bộ Quốc phòng
- Bộ luật Dân sự và Thương sự tố tụng; Sắc luật số 030/TT/SLU
- Bộ luật Thương mại 1972. Phần này gồm 5 quyển và 1051 điều quy định các điều khoản tổng quát về nhà buôn, nhiệm vụ của các nhà buôn và các cửa hàng thương mại; thương hội; hành vi thương mại; thương mại hàng hải; khánh tận, phá sản và thanh toán tư pháp.

#### Tối cao Pháp viện
Tối cao Pháp viện Việt Nam Cộng hòa gồm 9 thẩm phán, sau tăng thành 15 thẩm phán do Quốc hội tuyển chọn và Tổng thống bổ nhiệm. Nhiệm kỳ của thẩm phán Tối cao Pháp viện là 6 năm. Theo Hiến pháp 1967, Tối cao Pháp viện có những quyền hạn sau:
- Giải thích Hiến pháp, phán quyết về tính hợp hiến hay không hợp hiến của các Đạo luật, Sắc luật, Sắc lệnh, Nghị định, Quyết định hành chính
- Phán quyết về việc giải tán một chính đảng có chủ trương và hành động chống lại chính thể cộng hòa.

Những quyết định của Tối cao Pháp viện tuyên bố một đạo luật không hợp hiến hoặc giải tán một chính đảng phải được 3/4 tổng số thẩm phán tán thành.
Ở cấp Trung ương, ngoài Tối cao Pháp viện còn có Đặc biệt Pháp viện và Giám sát viện.
Đặc biệt Pháp viện gồm có Chủ tịch Tối cao Pháp viện và 10 dân biểu, nghị sĩ, có thẩm quyền truất quyền Tổng thống, Phó Tổng thống, Thủ tướng, Tổng trưởng, Bộ trưởng, thẩm phán Tối cao Pháp viện trong trường hợp can tội phản quốc và các trọng tội khác.
Giám sát viện (tiếng Anh: Inspectorate General) gồm từ 9-18 giám sát viện, 1/3 do Quốc hội, 1/3 do Tổng thống và 1/3 do Tối cao Pháp viện chỉ định.
Giám sát viện có thẩm quyền:
- Thanh tra, kiểm soát và điều tra nhân viên các cơ quan công quyền và tư nhân can tội tham nhũng, đầu cơ, hối mại quyền thế
- Kiểm kê tài sản của nhân viên các cơ quan công quyền, kể cả Tổng thống, Phó Tổng thống, Thủ tướng, dân biểu, Nghị sĩ và Chủ tịch Tối cao Pháp viện
- Có quyền đề nghị các biện pháp chế tài và kỷ luật hoặc yêu cầu truy tố trước toà án có thẩm quyền những đương sự phạm lỗi
- Thẩm tra kế toán các cơ quan công quyền và hợp doanh.

#### Tổ chức Tòa án
Ở địa phương, có các toà án thường (gồm các toà Thượng thẩm, toà Đại hình, toà Sơ thẩm, tòa Hòa giải, toà Vi cảnh) và các toà án đặc biệt (gồm các toà Hành chính, toà Lao động, toà án Điền địa, toà án cho Thiếu nhi (thành lập năm 1958), toà án Cấp dưỡng, toà án Sắc tộc, toà án Quân sự đặc biệt - trong đó có các toà án Quân sự tại mặt trận).
Cấp thấp nhất là Tòa Vi cảnh, ở nông thôn có khi do quận trưởng chủ tọa. Cao hơn thì có hệ thống Tòa Sơ thẩm có một chánh thẩm và ba phụ thẩm. Tòa Thượng thẩm thời Đệ Nhất Cộng hòa có hai sở, một ở Sài Gòn, một ở Huế. Mỗi phiên tòa này có ba thẩm án ngồi xử án.

## Phân cấp hành chính

### Các đơn vị hành chính cấp tỉnh

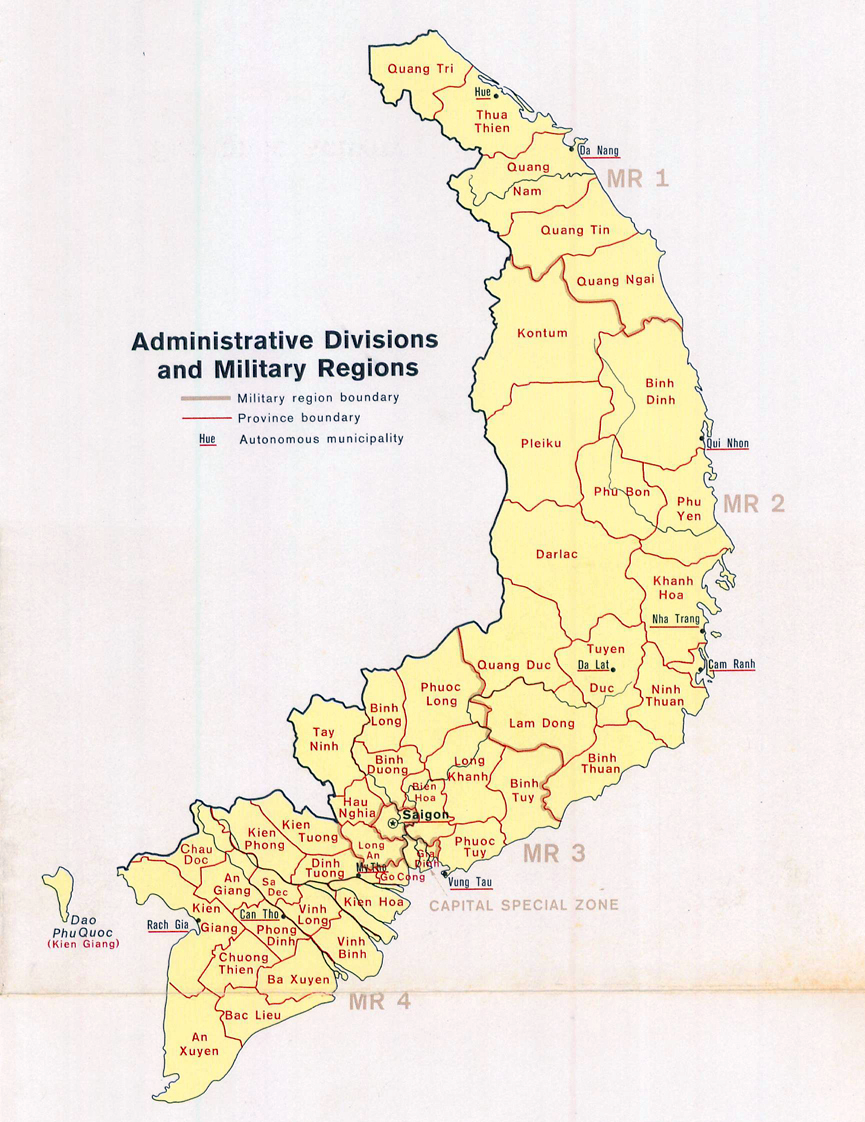
Bản đồ hành chính Việt Nam Cộng Hòa năm 1972 (theo CIA)

Đầu năm 1956, thành lập thêm các tỉnh Tam Cần (9 tháng 2 năm 1956), Mộc Hóa (17 tháng 2 năm 1956), Phong Thạnh (17 tháng 2 năm 1956), Cà Mau (9 tháng 3 năm 1956).
Theo sắc lệnh 143-NV ngày 22 tháng 10 năm 1956 của chính quyền Việt Nam Cộng hòa thì Nam phần (tức Nam Bộ) gồm 22 tỉnh và Đô thành Sài Gòn. Như vậy, toàn bộ lãnh thổ Việt Nam Cộng hòa lúc này có 35 tỉnh: Quảng Trị, Thừa Thiên, Quảng Nam, Quảng Ngãi, Bình Định, Phú Yên, Khánh Hòa, Ninh Thuận, Bình Thuận, Kon Tum, Pleiku, Darlac, Đồng Nai Thượng, Phước Long (tên cũ: Bà Rá), Bình Long (tên cũ: Hớn Quản), Long Khánh (tên cũ: Xuân Lộc), Biên Hòa, Bình Tuy, Phước Tuy (tên cũ: Bà Rịa-Vũng Tàu), Bình Dương (tên cũ: Thủ Dầu Một), Tây Ninh, Gia Định, Long An (gộp Chợ Lớn và Tân An), Kiến Tường (tên cũ: Mộc Hóa), Kiến Phong (tên cũ: Phong Thạnh), Định Tường (gộp Mỹ Tho và Gò Công), Kiến Hòa (tên cũ: Bến Tre), Vĩnh Long, Vĩnh Bình (tên cũ: Trà Vinh), An Giang (gộp Long Xuyên và Châu Đốc), Phong Dinh (tên cũ: Cần Thơ), Kiên Giang (gộp Rạch Giá và Hà Tiên), Ba Xuyên (gộp Bạc Liêu và Sóc Trăng), An Xuyên (tên cũ: Cà Mau), Côn Sơn và Đô thành Sài Gòn.
Ngày 19 tháng 5 năm 1958, lập 2 tỉnh Lâm Đồng và Tuyên Đức từ tỉnh Đồng Nai Thượng.
Ngày 23 tháng 1 năm 1959, lập 2 tỉnh Quảng Đức và Phước Thành.
Ngày 21 tháng 1 năm 1961, lập tỉnh Chương Thiện.
Năm 1962, lập 2 tỉnh Quảng Tín (31 tháng 7 năm 1962) và Phú Bổn (1 tháng 9 năm 1962).
Năm 1963, lập 2 tỉnh Hậu Nghĩa (15 tháng 10 năm 1963) và Gò Công (20 tháng 12 năm 1963).
Ngày 8 tháng 9 năm 1964, lập 2 tỉnh Châu Đốc và Bạc Liêu.
Năm 1965, bỏ 2 tỉnh Côn Sơn (21 tháng 4 năm 1965) và Phước Thành (6 tháng 7 năm 1965).
Ngày 24 tháng 9 năm 1966, lập tỉnh Sa Đéc.
Từ đó cho đến năm 1975, Việt Nam Cộng hòa có 44 tỉnh và Đô thành Sài Gòn:
Quảng Trị | Thừa Thiên | Quảng Nam | Quảng Tín | Quảng Ngãi | Kon Tum | Bình Định | Pleiku | Darlac | Phú Yên | Phú Bổn | Khánh Hòa | Ninh Thuận | Tuyên Đức | Quảng Đức | Bình Thuận | Lâm Đồng | Phước Long | Bình Long | Bình Tuy | Long Khánh | Bình Dương | Tây Ninh | Phước Tuy | Biên Hòa | Hậu Nghĩa | Gia Định | Long An | Kiến Tường | Gò Công | Định Tường | Kiến Phong | Châu Đốc | Kiến Hòa | Vĩnh Long | Sa Đéc | An Giang | Kiên Giang | Vĩnh Bình | Phong Dinh | Ba Xuyên | Chương Thiện | Bạc Liêu | An Xuyên.
Đơn vị đông dân nhất là Đô thành Sài Gòn; ít dân nhất là tỉnh Quảng Đức.
Đứng đầu tỉnh là Tỉnh trưởng do tổng thống bổ nhiệm và báo cáo lên thủ tướng và bộ trưởng Bộ Nội vụ. Trách nhiệm của tỉnh trưởng gồm soạn ngân sách, điều hành lực lượng Nhân dân Tự vệ, giữ gìn an ninh trật tự và kiểm soát việc hành chánh.

### Các đơn vị hành chính dưới cấp tỉnh
Năm 1966, 44 tỉnh của Việt Nam Cộng hòa được chia thành 241 quận, sau tăng lên 247 quận. Quận trưởng do tỉnh trưởng đề cử và thủ tướng bổ nhiệm.
Dưới quận là xã có Xã trưởng và thôn có Thôn trưởng. Toàn quốc có 2.589 xã. Tính đến năm 1974 thì chính phủ kiểm soát 2.159 xã. Ngoài Đô thành Sài Gòn ra còn có 10 thị xã tự trị trong đó có Huế, Đà Nẵng, Qui Nhơn, Nha Trang, Cam Ranh, Đà Lạt, Vũng Tàu, Mỹ Tho, Cần Thơ và Rạch Giá. Dưới xã là thôn ấp, tổng cộng có hơn 15.000 đơn vị.
Cấp tổng bị loại bỏ dần kể từ năm 1962.
Việc cai trị ở cấp xã trước kia tự trị thì năm 1956 thời Đệ Nhất Cộng hòa hội đồng xã phải do tỉnh trưởng bổ nhiệm. Sang thời Đệ Nhị Cộng hòa thì việc điều hành ở cấp xã trả lại cho địa phương. Hội đồng xã do cư dân 18 tuổi trở lên bầu ra. Những xã dưới 2.000 dân thì bầu ra hội đồng 6 người. Xã trên 10.000 dân thì được bầu 12 người.

## Quân sự

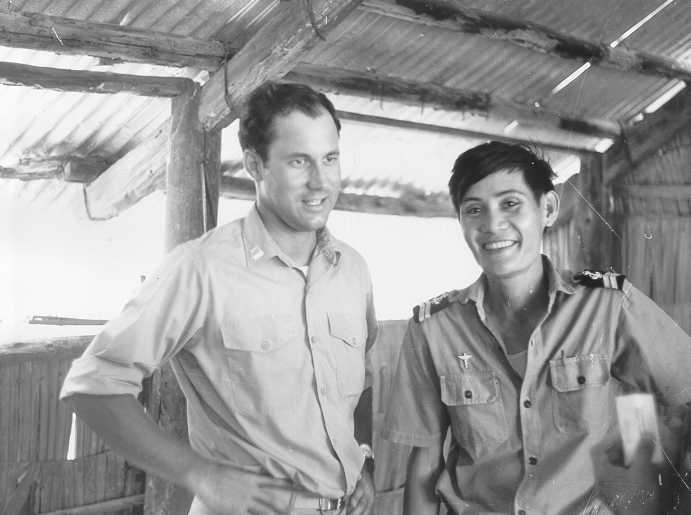
Bác sĩ người Mỹ trong chương trình y tế cộng đồng MEDCAP và 1 binh sĩ người Việt Nam - Hình chụp tại một ngôi làng nhỏ ở miền Nam

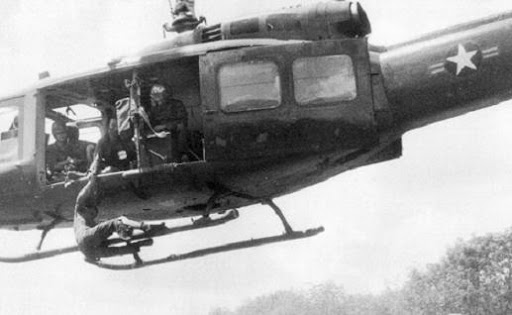
Một lính Việt Nam Cộng hòa đang đu trên càng một chiếc trực thăng UH-1 để di tản khi thất trận

Quân lực Việt Nam Cộng Hòa là lực lượng quân đội của chính quyền Việt Nam Cộng hòa. Thành lập từ năm 1955 với nòng cốt là lực lượng quân đội Quốc gia Việt Nam trong Liên hiệp Pháp, chủ yếu là Bảo an đoàn, Bảo chính đoàn. Ngày truyền thống (còn gọi là ngày Quân lực) là ngày 19 tháng 6.
Quân lực Việt Nam Cộng hòa được trang bị hùng hậu với sức cơ động cao và hoả lực mạnh, được sự hỗ trợ tích cực của Mỹ và các đồng minh, để chống lại Mặt trận Dân tộc Giải phóng miền Nam Việt Nam, vốn được sự hậu thuẫn của chính phủ Việt Nam Dân chủ Cộng hòa. Quân lực Việt Nam Cộng hòa còn bị gọi là "quân đội Sài Gòn" hay "ngụy quân" theo cách gọi của chính quyền Việt Nam Dân chủ Cộng hòa và quân Giải phóng miền Nam. Quân lực Việt Nam Cộng hòa cũng là lực lượng chính trong cuộc đảo chính 1963 lật đổ chế độ Ngô Đình Diệm và tham chính trong chính quyền cho đến ngày Việt Nam Cộng hòa sụp đổ.
Quân lực Việt Nam Cộng hòa là một quân đội trang bị hiện đại, tốn kém, đòi hỏi kinh phí hoạt động gần 3 tỷ đôla Mỹ mỗi năm. Nền kinh tế Việt Nam Cộng hòa không thể cáng đáng được kinh phí này, nên Việt Nam Cộng hòa đã gần như phải dựa hoàn toàn vào viện trợ của Mỹ để có thể chu cấp cho ngân sách quân sự. Khi Mỹ giảm viện trợ xuống còn 1,1 tỷ đô la vào năm 1974, nền kinh tế Việt Nam Cộng Hòa lâm vào cuộc khủng hoảng với lạm phát ở mức 200%, Quân lực Việt Nam Cộng Hòa không còn đủ kinh phí hoạt động, tình trạng thiếu đạn dược, vũ khí, xăng dầu đã dẫn đến hỏa lực yếu và giảm tính cơ động. Nhà báo Mỹ William J. Lederer, trong chuyến điều tra năm 1968, đã nhận thấy quân đội Việt Nam Cộng Hòa sử dụng viện trợ rất phung phí và kém hiệu quả do nạn tham nhũng. Hàng tỷ USD viện trợ kinh tế và quân sự của Mỹ đã bị các quan chức, sĩ quan tham ô rồi bán ra chợ đen. William J. Lederer đã chứng kiến những kho hàng lậu đầy ắp hàng hóa và vũ khí quân dụng, có tới cả 1.000 khẩu súng trường, bao gồm cả loại M16 hiện đại. Chính phủ Hoa Kỳ biết rõ vấn nạn này, nhưng họ làm ngơ. William J. Lederer nhận xét: "Tôi thấy Hoa Kỳ sẽ bị đánh bại như thế nào - không phải chỉ bằng sức mạnh của đối phương, mà bởi chính những sai lầm của mình, sự bất lực của chính mình". Quy mô buôn lậu lên tới hàng tỷ USD, với sự tham gia của đủ thành phần: quan chức và doanh nhân Việt Nam Cộng hòa, thương nhân Mỹ và Đài Loan, binh lính Mỹ, Hàn Quốc, Philippines... Ngay cả Mặt trận Dân tộc Giải phóng cũng tận dụng thị trường chợ đen, tại đây họ mua hàng hóa Mỹ để đánh lại chính quân Mỹ.
Craig A. Lockard nhận xét rằng "trong sự khinh thường của những người Mỹ mà họ phục vụ, Việt Nam Cộng hòa chỉ là một thứ công cụ để hợp thức hóa việc phê chuẩn, nếu không phải là thường bị loại ra khỏi sự chỉ đạo của Mỹ. Việt Nam Cộng hòa hiếm khi đưa ra chính sách lớn, họ thậm chí còn không được tham khảo ý kiến về quyết định của Mỹ năm 1965 đưa một lực lượng lớn quân vào tham chiến trên bộ." Suốt nhiều năm phụ thuộc vào quân Mỹ đã khiến các chỉ huy Quân lực Việt Nam Cộng hòa không còn đủ khả năng để tự chiến đấu. Ký giả Alan Dawson nhận xét: Đội quân này trang bị vũ khí tốt hơn bất kỳ nước châu Á nào khác, có nhiều máy bay chiến đấu, có nhiều đạn dược, xăng dầu, quân cụ, xe cộ và lương thực hơn hầu hết các quân đội trên thế giới. Nó chỉ thiếu mỗi một điều thôi. Một người Mỹ nói với một binh sĩ Sài Gòn rằng: Chúng tôi đã cho anh mọi thứ anh cần, trừ sự dũng cảm. Chỉ tại các anh không có thứ ấy.
Với nhiều điểm yếu về chỉ huy và tinh thần chiến đấu, Quân lực Việt Nam Cộng Hòa đã bị đánh tan vỡ nhanh chóng trong Chiến dịch Mùa Xuân 1975. Sau sự kiện 30 tháng 4 năm 1975, lực lượng quân đội này đã tan rã hoàn toàn.

### Vùng chiến thuật và quân khu

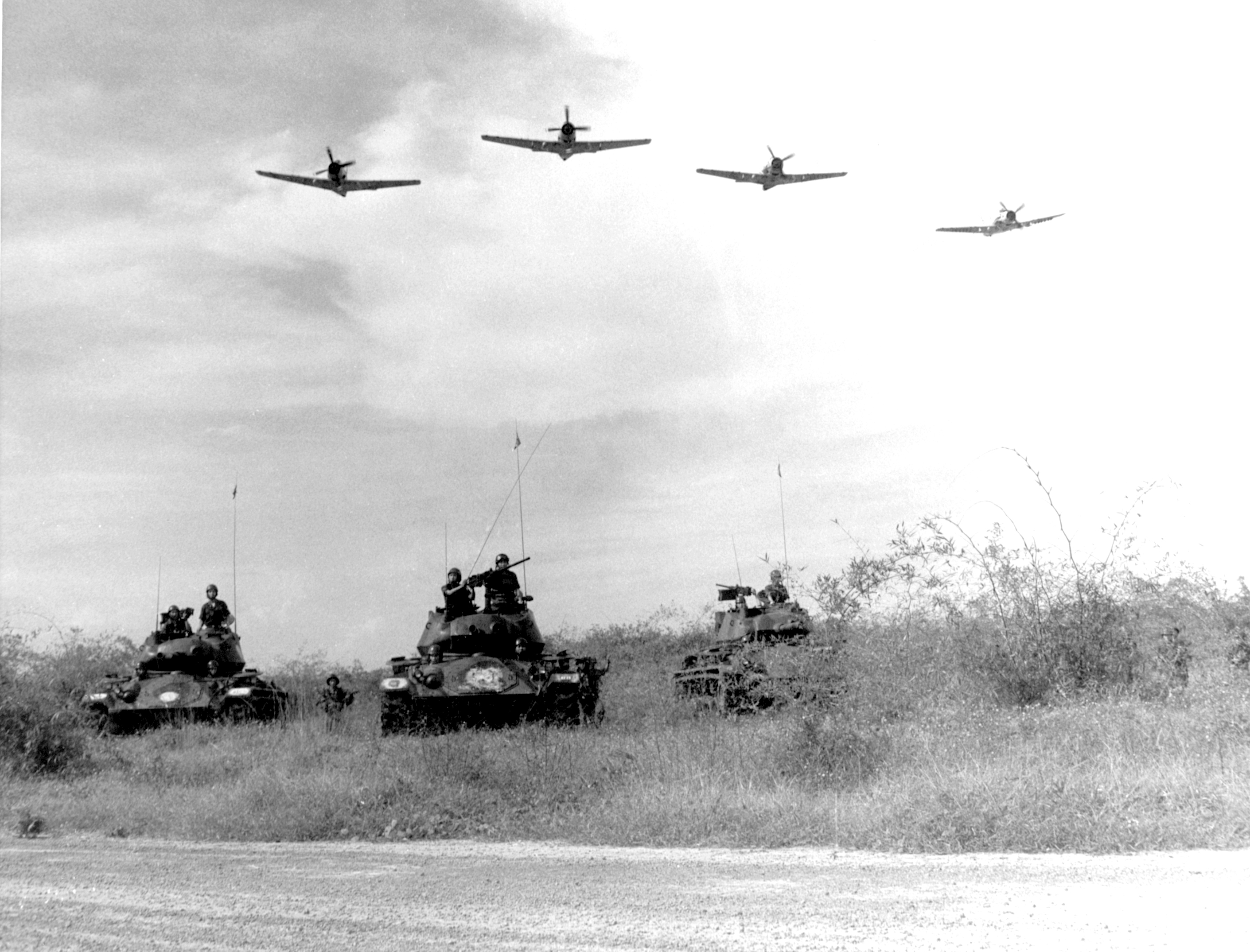
Diễn tập quân sự năm 1963

Về mặt quân sự, năm 1961 thành lập các vùng chiến thuật, đến năm 1970 đổi tên là Quân khu. Lúc đầu có 3 vùng chiến thuật được đánh số 1, 2, 3, đến năm 1964 lập thêm vùng chiến thuật 4. Mỗi vùng chiến thuật do 1 quân đoàn phụ trách. Dưới vùng chiến thuật là các khu chiến thuật do 1 sư đoàn phụ trách. Bộ tư lệnh quân đoàn đồng thời là Bộ tư lệnh vùng chiến thuật (trừ quân đoàn 2), còn Bộ tư lệnh sư đoàn đồng thời là Bộ tư lệnh khu chiến thuật. Các vùng chiến thuật có địa giới như sau:
- Vùng I chiến thuật, Bộ chỉ huy ở Đà Nẵng, gồm 5 tỉnh:
  - Khu 11 chiến thuật, gồm 2 tỉnh Quảng Trị, Thừa Thiên
  - Khu 12 chiến thuật, gồm 2 tỉnh Quảng Tín, Quảng Ngãi
  - Đặc khu Quảng Nam, gồm tỉnh Quảng Nam và thị xã Đà Nẵng
- Vùng II chiến thuật, Bộ tư lệnh vùng 2 chiến thuật ở Nha Trang, nhưng Bộ tư lệnh quân đoàn 2 ở Pleiku (từ giữa tháng 3 năm 1975 phải chuyển về Nha Trang), gồm 12 tỉnh:
  - Khu 22 chiến thuật, gồm 3 tỉnh Bình Định, Phú Yên, Phú Bổn
  - Khu 23 chiến thuật, gồm 7 tỉnh Darlac, Khánh Hòa, Ninh Thuận, Bình Thuận, Tuyên Đức, Quảng Đức, Lâm Đồng và thị xã Cam Ranh
  - Biệt khu 24, gồm 2 tỉnh Kon Tum, Pleiku
- Vùng III chiến thuật, Bộ chỉ huy ở Biên Hòa, gồm 10 tỉnh:
  - Khu 31 chiến thuật, gồm 3 tỉnh Tây Ninh, Hậu Nghĩa, Long An
  - Khu 32 chiến thuật, gồm 3 tỉnh Phước Long, Bình Long, Bình Dương
  - Khu 33 chiến thuật, gồm 4 tỉnh Bình Tuy, Phước Tuy, Long Khánh, Biên Hòa và thị xã Vũng Tàu
- Vùng IV chiến thuật, Bộ chỉ huy ở Cần Thơ, gồm 16 tỉnh:
  - Khu chiến thuật Định Tường, gồm 4 tỉnh Kiến Tường, Định Tường, Gò Công, Kiến Hòa
  - Khu 41 chiến thuật, gồm 7 tỉnh Kiến Phong, Châu Đốc, Vĩnh Long, Vĩnh Bình, An Giang, Kiên Giang, Sa Đéc
  - Khu 42 chiến thuật, gồm 5 tỉnh Phong Dinh, Chương Thiện, Ba Xuyên, Bạc Liêu, An Xuyên

Ngày 1/7/1970, 4 vùng chiến thuật chuyển thành 4 Quân khu, thì bỏ cấp khu chiến thuật. 
- Quân khu I gồm 5 tỉnh Thừa Thiên, Quảng Trị, Quảng Nam, Quảng Tín, Quảng Ngãi và đặc khu Đà Nẵng.
- Quân khu II gồm 12 tỉnh và đặc khu Cam Ranh với diện tích 78.841 km vuông, chiếm gần phân nửa lãnh thổ Việt Nam Cộng Hòa nhưng chỉ có gần 3 triệu dân sinh sống.
- Quân khu III gồm 11 tỉnh[a] và đặc khu Vũng Tàu. Biệt khu Thủ đô (Sài Gòn - Gia Định) cũng trực thuộc vào quân khu.
- Quân khu IV có 16 tỉnh.

Các tỉnh về mặt quân sự là các tiểu khu, còn các quận là các chi khu.

## Ngoại giao
| Các quốc gia ngoại giao với VNCH | Các quốc gia ngoại giao với VNCH |
| Khu vực                          | Quốc gia |
| -------------------------------- | --- |
| Châu Á                           | Ả Rập Xê Út, Ấn Độ (cấp lãnh sự), Bahrain, Hàn Quốc, Indonesia (cấp lãnh sự), Iran, Israel, Jordan, Cộng hòa Khmer, Kuwait, Lào, Liban, Malaysia, Miến Điện (cấp lãnh sự), Nepal, Nhật Bản, Philippines, Qatar, Singapore, Thái Lan, Thổ Nhĩ Kỳ, Trung Hoa Dân Quốc |
| Châu Âu                          | Cộng hòa Ireland, Vương quốc Liên hiệp Anh và Bắc Ireland, Áo, Iceland, Bỉ, Bồ Đào Nha, Síp, Đan Mạch, Tây Đức, Hà Lan, Hy Lạp, Luxembourg, Monaco, Na Uy, Pháp, San Marino, Tây Ban Nha, Thụy Điển, Thụy Sĩ, Ý                                                     |
| Châu Mỹ                          | Argentina, Bolivia, Brasil, Chile, Colombia, Costa Rica, Cộng hòa Dominica, Ecuador, El Salvador, Canada, Grenada, Guatemala, Guyana, Haiti, Hoa Kỳ, Honduras, Jamaica, México, Nicaragua, Panama, Paraguay, Peru, Trinidad và Tobago, Uruguay, Venezuela           |
| Châu Phi                         | Botswana, Tchad, Bờ Biển Ngà, Ethiopia, Gambia, Ghana, Kenya, Lesotho, Liberia, Malawi, Maroc, Cộng hòa Nam Phi, Niger, Nigeria, Rwanda, Sierra Leone, Swaziland, Thượng Volta, Togo, Cộng hòa Trung Phi, Tunisia, Zaire                                            |
| Châu Úc                          | Fiji, New Zealand, Tây Samoa, Tonga, Úc |

Tính đến năm 1975 thì Việt Nam Cộng hòa đã thiết lập ngoại giao với 91 quốc gia trên thế giới, Tòa Thánh Vatican và 3 quốc gia ở cấp lãnh sự. Lập trường ngoại giao của Việt Nam Cộng hòa là không chấp nhận bang giao với chính phủ nào đã công nhận chính phủ Việt Nam Dân chủ Cộng hòa hoặc Chính phủ Cách mạng lâm thời Cộng hòa Miền Nam Việt Nam. Riêng năm 1974, tức sau khi ký kết Hiệp định Paris thì 12 quốc gia cuối cùng thiết lập bang giao với Việt Nam Cộng hòa là: Ả Rập Xê Út (Tháng Hai), Chile (Tháng Ba), Uruguay và Costa Rica (Tháng Năm), Nicaragua (Tháng Sáu), Guatemala (Tháng Tám), Honduras, Grenada và Paraguay (Tháng Chín), Haiti và Ecuador (Tháng 10).
Năm 1957, Việt Nam Cộng hòa đứng đơn gia nhập Liên hiệp quốc do Hoa Kỳ đề cử. Đại hội đồng (General Assembly) bỏ phiếu 40 thuận, 8 chống. Việc này chuyển lên Hội đồng Bảo an quyết định. Liên Xô muốn Việt Nam Dân chủ Cộng hòa cùng gia nhập, nhưng Việt Nam Dân chủ Cộng hòa từ chối việc này với lý do đất nước Việt Nam không chấp nhận bị chia cắt 2 miền, nên chỉ có thể có 1 chính phủ đại diện ở Liên Hiệp quốc. Vì vậy, đơn của Việt Nam Cộng hòa bị Liên Xô phủ quyết. Cho đến khi chấm dứt tồn tại (năm 1975), Việt Nam Cộng hòa vẫn không được gia nhập Liên Hiệp quốc.

### Các nước lân bang
Ngày 2 tháng 2 năm 1956 Ngô Đình Diệm đã đóng cửa biên giới không cho hàng hóa nhập vào Campuchia vì nước này không công nhận chính phủ Ngô Đình Diệm. Với Lào, quốc gia láng giềng, Việt Nam Cộng hòa đã quyết định đoạn giao khi Chính phủ của Hoàng thân Souvanna Phouma công nhận và thiết lập liên lạc ngoại giao với Chính phủ Việt Nam Dân chủ Cộng hòa vào năm 1962. Ngày 27 tháng 8 năm 1963 thì Campuchia cắt đứt bang giao với Việt Nam Cộng hòa vì tình hình biên giới, nhất là đòi hỏi của Campuchia muốn thu hồi toàn đất Nam Kỳ vốn họ cho là đất cũ của người Miên. Năm 1964 Việt Nam Cộng hòa đoạn giao với Indonesia, khi nước này tuyên bố công nhận Việt Nam Dân chủ Cộng hòa. Ngày 9 Tháng 5 năm 1966, Campuchia chính thức công nhận Mặt trận Dân tộc Giải phóng Miền Nam Việt Nam công khai công kích Sài Gòn. Như vậy, thất bại lớn nhất trong chính sách đối ngoại giao của chính phủ Ngô Đình Diệm ở Đông Nam Á là không lôi kéo được Lào và Campuchia ủng hộ mình. Tuy nhiên sang thời Đệ nhị Cộng hòa thì tái lập bang giao với Lào. Với Campuchia thì phải đợi sau khi Tổng công kích Tết Mậu Thân thất bại năm 1968 và chính phủ của vua Sihanouk bị Lon Nol lật đổ, lập nên nước Cộng hòa Khmer thì ngày 5 Tháng 5, 1970, Cộng hòa Khmer trục xuất phái đoàn Chính phủ Cách mạng lâm thời Cộng hòa Miền Nam Việt Nam, công nhận và tái lập bang giao với Việt Nam Cộng hòa.

### Các nước tham chiến
Trong khi đó chiến cuộc leo thang. Bắt đầu từ năm 1964, một số đồng minh của Việt Nam Cộng hòa ngoài viện trợ tài lực hoặc nhân lực còn trực tiếp tham chiến như Hoa Kỳ (1964), Nam Triều Tiên (03.1965), Úc (06/1965), New Zealand (07/.1965), Thái Lan (02/1966) và Philippines (10.1966). Nhóm này mang tên Quân lực Thế giới Tự do (tiếng Anh: The Free World Military Assistance Forces). Lực lượng quân sự của các đồng minh dần dần rút đi vào năm 1973 với Hòa đàm Paris đang diễn tiến và rồi kết thúc.

### Tổ chức quốc tế
Việt Nam Cộng hòa là thành viên trong một số tổ chức quốc tế như Ủy ban Kinh tế của Liên hiệp quốc về Á châu và Viễn Đông ECAFE (1954), Tổ chức Nông nghiệp và Lương thực FAO (1950); Cơ quan Năng lượng Nguyên tử Quốc tế IAEA (1957); Tổ chức Hàng không Dân sự Quốc tế ICAO (1954); Hiệp hội Phát triển Quốc tế IDA; Tổ chức Lao động Quốc tế ILO (1950); Quỹ Tiền tệ Quốc tế IMF (1956); Liên hiệp Viễn thông Quốc tế ITU (1951); Tổ chức Giáo dục, Khoa học và Văn hóa Liên hiệp quốc UNESCO (1951); Quỹ Thiếu nhi Liên hiệp quốc UNICEF, Liên hiệp Bưu chính Quốc tế UPU (1951); Tổ chức Y tế Quốc tế WHO (1950); Tổ chức Khí tượng Thế giới WMO (1955), Ngân hàng Thế giới (1956), và Ngân hàng Phát triển châu Á (1966). Đối với Tổ chức Hiệp ước Đông Nam Á (SEATO), Việt Nam Cộng hòa là quan sát viên.

## Kinh tế
Nền kinh tế Việt Nam Cộng hòa là nền kinh tế thị trường, chưa phát triển và mở cửa. Mức độ tự do của nền kinh tế khá cao trong những năm 1963 đến 1973. Tuy nhiên, phát triển kinh tế vẫn được triển khai dựa trên các kế hoạch kinh tế 5 năm hoặc kế hoạch bốn năm. Nền kinh tế phát triển ổn định trong giai đoạn 1955-1963 dưới thời Tổng thống Ngô Đình Diệm, sau đó do tác động của chiến tranh leo thang đã trở nên mất ổn định với những đặc trưng như tốc độ tăng trưởng kinh tế không đều (có nhiều năm bị âm), tỷ lệ lạm phát cao, thâm hụt ngân sách nhà nước và thâm hụt thương mại. Chính quyền đã phải tiến hành cải cách ruộng đất hai lần.
Mỹ đóng vai trò to lớn đối với phát triển kinh tế của Việt Nam Cộng hòa thông qua viện trợ kinh tế cũng như hỗ trợ kỹ thuật. Trải qua 21 năm, khối lượng viện trợ kinh tế mà Hoa Kỳ cho Việt Nam Cộng Hòa là rất lớn, đạt hơn 10 tỷ USD (thời giá thập niên 1960). Đây là con số viện trợ kinh tế cao nhất của Hoa Kỳ so với bất cứ nước nào khác trên thế giới kể từ sau Chiến tranh thế giới thứ hai. Ví dụ, Ấn Độ trong 20 năm (1950 - 1970) được Hoa Kỳ viện trợ 9,3 tỷ USD (trong khi dân số Ấn Độ lớn hơn 20 lần); Philippines trong 22 năm được viện trợ gần 2 tỷ USD (1945 - 1967); Thái Lan nhận được gần 1,2 tỷ USD, Indonesia nhận được gần 1 tỷ USD. Ở châu Phi, tính suốt trong 25 năm (1946 - 1970) tổng số viện trợ Hoa Kỳ cho tất cả các nước chỉ là 4,9 tỷ USD. Tại miền Nam Việt Nam, "thu nhập quốc dân chưa bao giờ vượt quá 2 tỷ USD/năm, nhưng trong 5 năm cuối cùng (1971 - 1975), viện trợ Hoa Kỳ hàng năm đạt hơn 2 tỷ USD/năm, tức là lớn hơn tổng số của cải do miền Nam Việt Nam làm ra"
Giới thương nhân Hoa kiều cũng nắm giữ vị thế gần như độc quyền các ngành trong nền kinh tế, đặc biệt là sau năm 1963. Trước năm 1975, ở miền Nam, Hoa kiều kiểm soát gần như toàn bộ các vị trí kinh tế quan trọng và đặc biệt nắm chắc 3 lĩnh vực quan trọng: sản xuất, phân phối và tín dụng. Hoa kiều ở miền Nam gần như hoàn toàn kiểm soát giá cả thị trường. Đến cuối năm 1974, người Hoa kiểm soát hơn 80% các cơ sở sản xuất của các ngành công nghiệp thực phẩm, dệt may, hóa chất, luyện kim, điện... và gần như đạt được độc quyền thương mại: 100% bán buôn, hơn 50% bán lẻ và 90% xuất nhập khẩu
Nhìn chung, kinh tế Việt Nam Cộng hòa có quy mô nhỏ và bị hạn chế vì tình hình bất ổn, sự tàn phá của chiến tranh và lệ thuộc vào viện trợ ngoại quốc. Trong giai đoạn 1955 - 1960, nền kinh tế tăng trưởng khá nhanh và đạt được một số thành tích về nông nghiệp, công nghiệp, nhưng giai đoạn sau (1960 - 1975) thì liên tục bị sụt giảm. Lợi tức quốc gia mỗi đầu người năm 1967 là 21.013 đồng, tính theo hối suất Mỹ kim là 176,87 USD. GDP bình quân đầu người năm cao nhất (1971) của Việt Nam Cộng hòa là 200 USD, tuy nhiên đến năm 1974 đã sụt xuống còn 54 USD do Mỹ cắt giảm viện trợ và tiền Việt Nam Cộng hòa mất giá khoảng 400% trong 2 năm Theo tiến sĩ Nguyễn Tiến Hưng, nền kinh tế có nhiều triển vọng "nếu hội đủ điều kiện cần thiết để tiến tới chỗ thoát khỏi tình trạng lạc hậu", nhưng điều kiện chiến tranh khiến kinh tế thường xuyên bị đình trệ.
Một tiềm năng mới là dầu hỏa ngoài khơi. Từ năm 1968 Việt Nam Cộng hòa đã xúc tiến hợp tác với CCOP (Coordinating Committee for Offshore Prospecting in Asia) để tài trợ và thu hút kỹ thuật tìm dầu. Đến năm 1973 chính phủ cho đấu thầu 18 ô (mỗi ô là 4800 km²) để các hãng quốc tế mở cuộc thăm dò. Hãng Shell nhận ba ô, Sumingdale nhận hai ô, Mobil Oil nhận hai ô, và Esso nhận một. Đến Tháng Tám, 1974 thì tìm được mạch dầu nhưng chiến sự ngày càng nặng khiến triển vọng khai thác mỏ dầu hỏa bị bỏ dở.

### Cơ sở hạ tầng

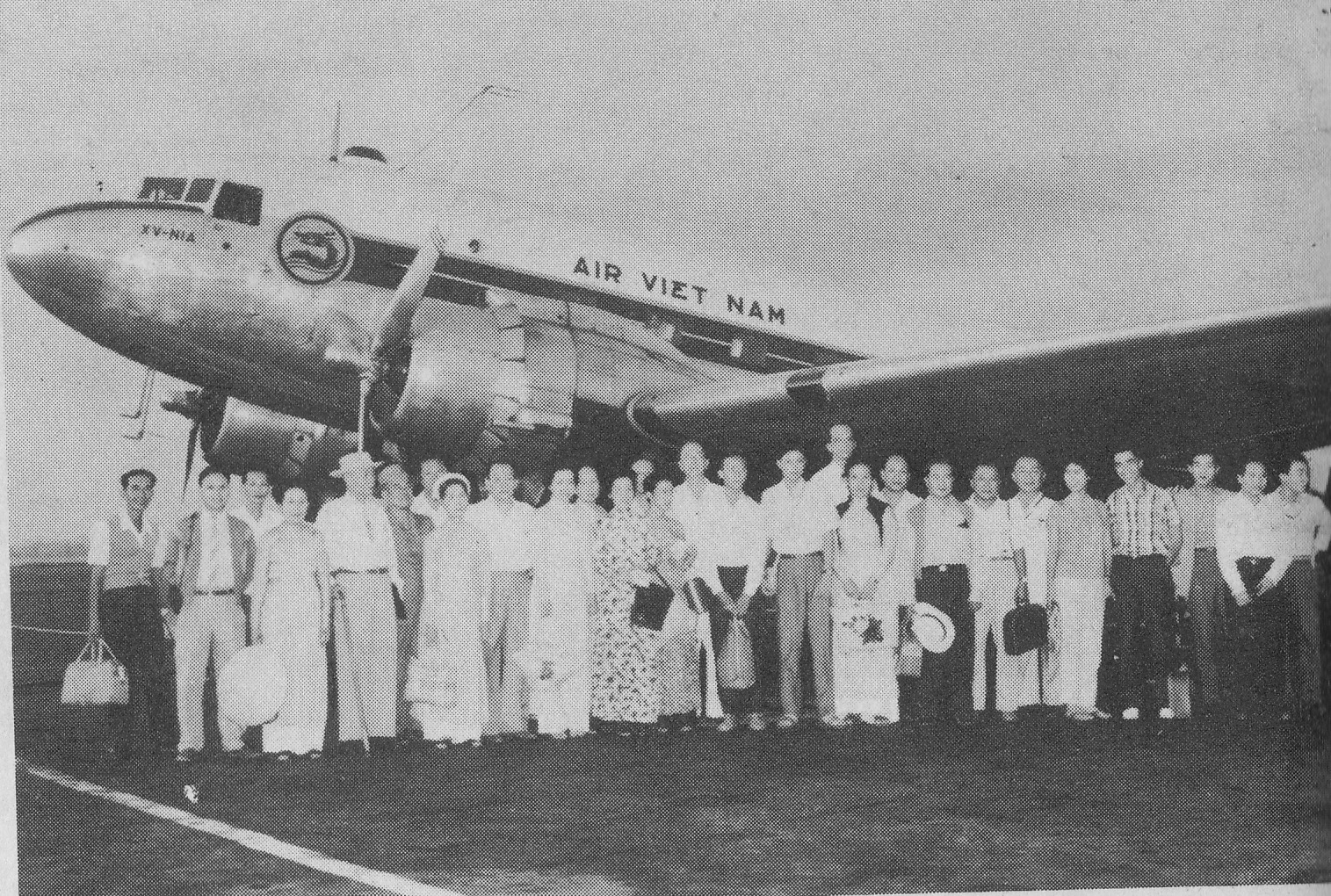
Máy bay DC-3 hãng Air Viet Nam và hành khách năm 1961 ở phi trường Phú Quốc

Một hệ quả của chiến tranh là mang tới cho Miền Nam một hạ tầng cơ sở khá tốt so với các nước đang phát triển trong thời kỳ đó. Để phục vụ mục đích quân Pháp, Mỹ cho xây nhiều trục đường và sân bay, điều này gián tiếp giúp phát triển kinh tế dù việc xây dựng hạ tầng là rất tốn kém và mất thời gian.

#### Giao thông
Về đường hàng không, ngoài những phi trường lớn như Tân Sơn Nhất, Cam Ranh, Đà Nẵng, Nha Trang, Cần Thơ và Biên Hòa có thể tiếp nhận phản lực đủ loại còn có những phi trường nhỏ ở Đà Lạt, Huế, Kontum, Phú Quốc. Pleiku, Rạch Giá và Qui Nhơn. Cộng thêm vào là khoảng 100 sân bay nhỏ, rải rác khắp nơi, rất tiện cho việc liên lạc giữa các địa phương. Hãng Air Vietnam là công ty không vận chính.

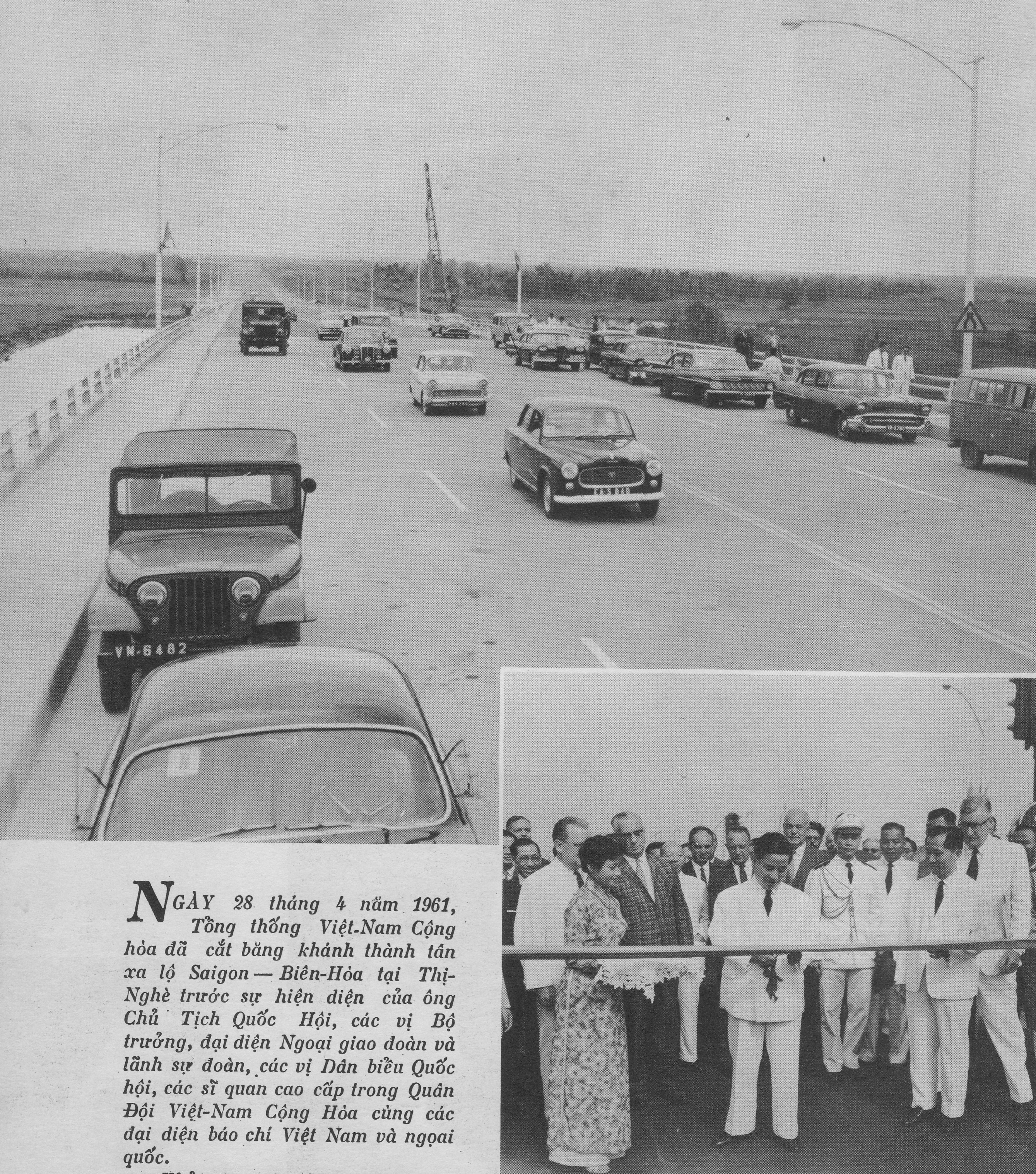
Khánh thành Xa lộ Biên Hoà

Về đường thủy và đường bộ, miền Nam có tới 4.780 cây số sông, rạch (3.000 dặm Anh). Hải cảng lớn gồm Sài Gòn, Cam Ranh, Đà Nẵng, Nha Trang, Rạch Giá. Còn đường sá có tới 21.000 km đường trong đó gần 12.000 km là đường trải nhựa, đi được quanh năm. Cầu các loại qua sông tới gần 4.000 cây rất nhiều cầu đã bị hư hỏng do chiến tranh, nhưng sửa chữa lại thì cũng nhanh. Xe lam, xe xích lô máy và phương tiện di chuyển với động cơ dưới 49cc thì không thuộc dạng phải đăng ký. Tính đến năm 1974 thì có tổng cộng 258.514 xe lưu thông trên hệ thống đó (bao gồm 35.384 xe vận tải nặng và 64.229 chiếc xe hơi), chưa kể xe gắn máy (có khoảng 800.000 vào cuối thập niên 1960, tất cả được nhập khẩu từ Nhật và Ý). Tuy nhiên, đến cuối năm 1969, do Mỹ ngừng thuê lao động khiến lạm phát trở nên nghiêm trọng, khiến chính phủ Việt Nam Cộng hòa phải ban lệnh cấm nhập khẩu xe từ nước ngoài.
Xa lộ xây dựng đầu tiên là xa lộ Biên Hòa, khánh thành ngày 28 tháng 4 năm 1961. Về đường sắt, tuyến đường sắt Xuyên Đông Dương đã được Pháp làm xong từ năm 1936, nhưng đến thập niên 1950 thì đoạn đường phía nam vĩ tuyến 17, khoảng 1/3 đã bị hư hại vì chiến tranh, không sử dụng được. Còn lại là hai khúc từ Đông Hà vào Đà Nẵng và từ Sài Gòn ra Ninh Hòa. Việc tái thiết kéo dài bốn năm cho đến năm 1959 thì xe lửa mới chạy được suốt từ Sài Gòn ra Đông Hà, lần đầu tiên sau 12 năm gián đoạn. Năng suất đường sắt lúc đầu có nhiều triển vọng nhưng sang thập niên 1960 thì tình hình an ninh là một cản trở lớn. Năm 1963 trở đi thì xe lửa hành khách không chạy vào đêm nữa vì những đợt tấn công của Mặt trận dân tộc trên tuyến đường từ Huế vào Sài Gòn. Tính đến năm 1971-1972 thì Việt Nam Cộng hòa có 1.240 km đường sắt nhưng chỉ có 57% sử dụng được. Dù vậy, tổng lượng hành khách và hàng hóa chuyên chở bằng đường sắt lại tăng dần.
| Năm  | Tổng lượng hàng hóa vận tải (tấn) | Số lượng hành khách (triệu người) |
| ---- | --------------------------------- | --------------------------------- |
| 1959 | 440.000                           | 2,658                             |
| 1968 | 400.000                           | 0,73                              |
| 1969 | 530.000                           | 1,75                              |
| 1970 | 720.000                           | 2,4                               |

Tuy nhiên, khi Mỹ dần rút quân thì hạ tầng giao thông dần xuống dốc do thiếu kinh phí duy trì. Đến cuối năm 1969, do Mỹ ngừng thuê lao động người Việt và giảm viện trợ nên kinh tế Việt Nam Cộng Hòa bị suy thoái, lạm phát trở nên nghiêm trọng, khiến chính phủ Việt Nam Cộng hòa phải ban lệnh cấm nhập khẩu xe hơi từ nước ngoài. Cuộc khủng hoảng dầu mỏ năm 1973 tiếp tục giáng một đòn mạnh vào hệ thống giao thông. Do giá dầu nhập khẩu tăng cao trong khi Mỹ giảm viện trợ kinh tế, Việt Nam Cộng hòa lâm vào tình trạng thiếu xăng dầu, nhiều xe cộ phải xếp xó, những nhà khá giả cũng chỉ đủ tiền mua xăng chạy xe khi có dịp quan trọng. Ngay cả ở Sài Gòn, tình trạng người dân phải đi bộ hoặc đi xe đạp để tới chỗ làm cách xa vài km đã trở nên phổ biến từ năm 1973

#### Hệ thống viễn thông và thông tin
Tính đến năm 1970 Miền Nam có 20.000 điện thoại dân sự đăng ký, tính cả nước là 30.964. Mạng điện thoại và điện tín thuộc ty bưu điện với đường dây nối Sài Gòn với Đài Bắc, Calcutta, Manila, Osaka, Paris, Brussel, Bern, Bonn, Madrid và New York. Trong nước hệ thống điện thoại nối Sài Gòn với 21 tỉnh lỵ.
Hệ thống phát thanh quốc gia Việt Nam, tức đài radio mang tên Vô tuyến Việt Nam (VTVN) vào giữa thập niên 1960 bao gồm đài trung ương ở Sài Gòn và tám đài khu vực phát sóng từ Huế, Đà Nẵng, Quảng Ngãi, Quy Nhơn, Ban Mê Thuột, Nha Trang, Đà Lạt và Cần Thơ. Ngoài ra có những đài địa phương ở những tỉnh Quảng Nam, Phú Yên, Long An, Kiến Tường và Định Tường. Đến năm 1972 thì có tổng cộng 49 đài phát thanh và 5 đài truyền hình đặt ở Sài Gòn, Huế, Quy Nhơn, Nha Trang và Cần Thơ. Toàn quốc (1967) có 1.300.000 radio.
Truyền hình thì bắt đầu ngày 7 Tháng Hai 1966, lúc đầu chỉ phát hình một giờ mỗi ngày. Sau vào đầu thập niên 1970 thời lượng phát hình của Đài Truyền hình Việt Nam là sáu giờ mỗi ngày vào buổi chiều. 80% dân chúng ở Miền Nam có thể bắt sóng xem được.
Nhật báo trong nước có 48 tờ nhật báo phát hành, đại đa số bằng tiếng Việt nhưng cũng có nhật báo bằng tiếng Anh, tiếng Pháp, tiếng Hoa và tiếng Miên. Tính trung bình cho mỗi 1.000 người thì có 51 ấn bản báo chí.
Rạp chiếu bóng tính đến năm 1964 có 170 rạp chiếu phim 35mm, trong đó khoảng 100 rạp tập trung ở vùng Sài Gòn, Chợ Lớn.

#### Điện lực
Công suất điện lực đạt 125 MW năm 1961 nhưng do chiến tranh nên tụt xuống còn 117 MW (năm 1968). Sang năm 1971 lên được 278 MW.
Phân tích thành phần nguồn điện năm 1961 thì 56% bằng nhiệt điện đốt than, 43% bằng dầu diezen và 1% bằng thủy điện với đập Đa Nhim bắt đầu hoạt động Tháng Tư năm 1961.

## Nhân khẩu
Theo Viện Quốc gia Thống kê của Việt Nam Cộng hòa thì tính đến ngày 30 tháng 6/1968, dân số toàn miền (từ Quảng Trị trở xuống) là 16.259.334. Tuy nhiên, trong thực tế thì Việt Nam Cộng hòa chỉ kiểm soát được một phần số dân này, phần còn lại thuộc kiểm soát của Mặt trận Dân tộc Giải phóng miền Nam Việt Nam.
Nông thôn là nơi cư trú của 71% dân số. Dân thành thị là 29%. Gia tăng tự nhiên là 2%-2,2% với lớp trẻ dưới 20 tuổi chiếm 57%. Trung bình thì mật độ là 95 người/cây số vuông nhưng vì phân phối không đều nên xét về mặt kinh tế thì duyên hải Trung phần là nơi nạn nhân mãn ở mức trầm trọng vì mỗi cây số vuông ruộng lúa (đất canh tác) có 1.258 người. So với Nam phần thì có 425 người mỗi cây số vuông ruộng lúa.
Phân chia theo sắc tộc thì có 394.463 người Việt gốc Miên, 23.819 người Chàm và 464.354 người Thượng. Số liệu người Thượng không chính xác vì họ sống du canh ở những vùng hẻo lánh và việc kiểm tra bị hạn chế vì tình hình an ninh. Người Hoa chiếm khoảng một triệu người, tập trung ở Chợ Lớn và một số thị xã. Đông nhất là người Kinh: 15.409.126, chiếm 94,7%.
Thành phố lớn nhất là thủ đô Sài Gòn với 1.736.880 dân, tính vùng phụ cận là 2.500.000.

### Giáo dục

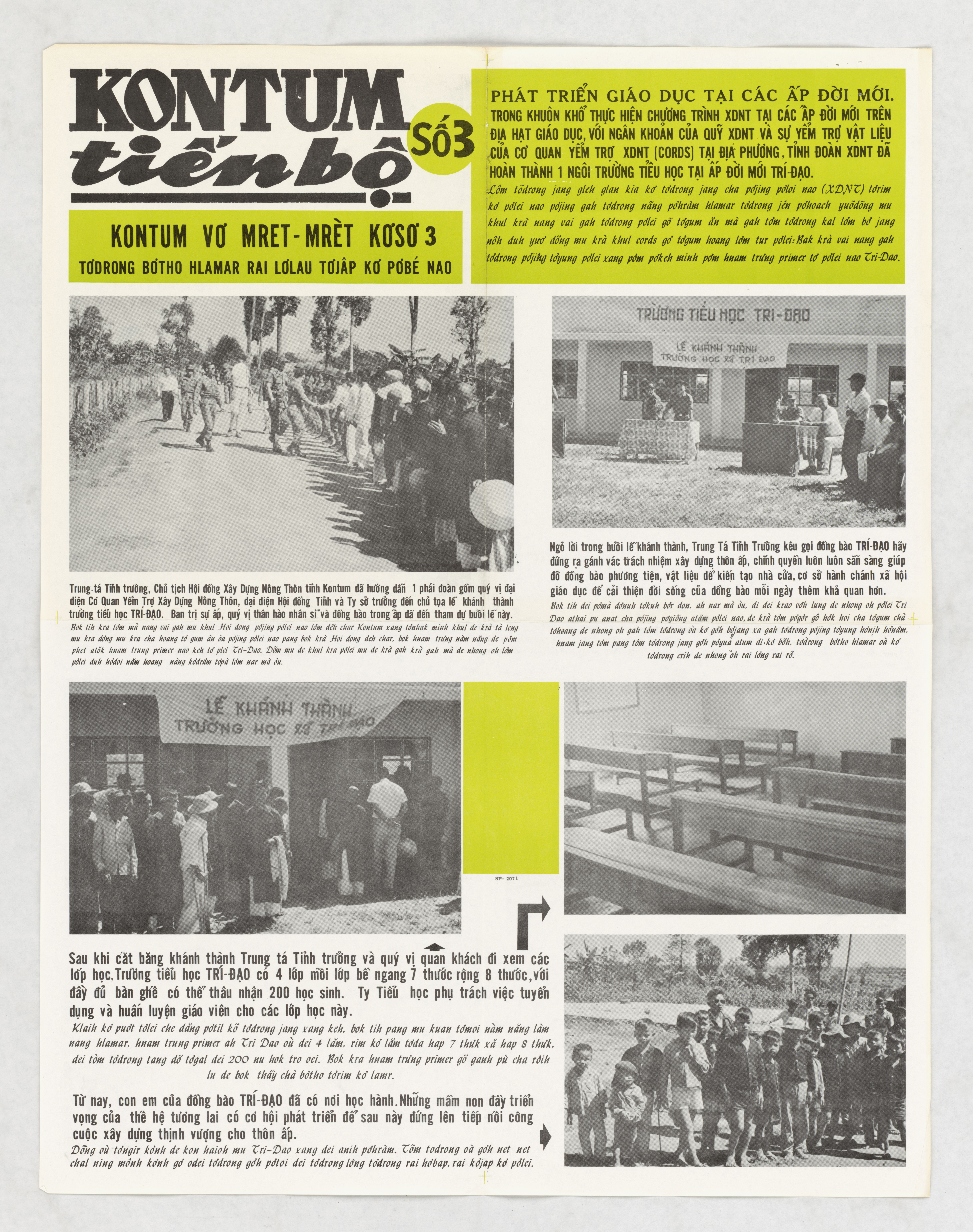
Áp phích mô tả lễ khánh thành một trường tiểu học ở Kontum

Trước năm 1954, ở miền Nam có một chi nhánh của Viện Đại học Hà Nội (tiếng Pháp: Université de Hà Nội) đặt tại Sài Gòn. Sau Hiệp định Genève 1954 chia đôi đất nước, chi nhánh này cùng với một bộ phận của Viện Đại học Hà Nội chuyển từ miền Bắc vào trở thành Viện Đại học Quốc gia Việt Nam. Vào năm 1957, Viện Đại học Quốc gia Việt Nam trở thành Viện Đại học Sài Gòn theo sau việc thành lập Viện Đại học Huế. Đến năm 1973, Viện Đại học Sài Gòn đã đào tạo theo chương trình quốc tế. Sau này các bác sĩ Việt Nam di tản sang Mỹ, chỉ cần một hai năm đào tạo lại và học thêm tiếng Anh là hành nghề được
Ngoài Viện Đại học Sài Gòn, Việt Nam Cộng hòa còn có các viện đại học khác như Viện Đại học Huế, Viện Đại học Đà Lạt, Viện Đại học Cần Thơ, Viện Đại học Vạn Hạnh, Viện Đại học Minh Đức, Viện Đại học Hòa Hảo, Viện Đại học Cao Đài, v.v... Năm 1973, tổng số sinh viên đại học tăng lên 98.832 người so với chỉ 2.900 người vào năm 1955. Số học sinh trung học trong cùng năm ấy là trên một triệu so với 43.000; và học sinh tiểu học, trên ba triệu so với 401.000. Ngoài ra còn các trường đại học cộng đồng (trường đại học hệ hai năm), trường huấn nghiệp và các chương trình công nghệ. Các trường đại học cộng đồng được thiết lập từ năm 1970 trở đi, đặt cơ sở ở Định Tường, Nha Trang, Sài Gòn, Đà Nẵng, Vĩnh Long...
Triết lý giáo dục của Việt Nam Cộng hòa là "nhân bản, dân tộc và khai phóng". Điều này ghi trong tài liệu Những nguyên tắc căn bản do Bộ Giáo dục ấn hành năm 1959 và sau đó được ghi lại trong Hiến pháp Việt Nam Cộng hòa 1967. Tuy nhiên, chính phủ Việt Nam Cộng hòa lại chưa có văn bản cụ thể hóa cách hiểu ba nguyên tắc này là như thế nào, vì vậy, khi áp dụng những nguyên tắc này vào thực tế thì bị lúng túng, vá víu. Hiến pháp Việt Nam Cộng hòa cũng ghi nhận "nhà nước cố gắng xây dựng nền giáo dục cơ bản có tính cách cưỡng bách và miễn phí", "giáo dục đại học được tự trị" và "những người có khả năng mà không có phương tiện sẽ được nâng đỡ để theo đuổi học vấn". Tuy nhiên, do ngân sách giáo dục eo hẹp, hệ thống trường học thiếu thốn và không có chính sách khuyến học hiệu quả nên có nhiều trẻ em nghèo vẫn không thể đến trường. Chỉ khoảng 24% tổng số thiếu niên ở lứa tuổi từ 12 đến 18 là được đi học. Nội san AĐS cho biết: "Cứ 100 em vào lớp đầu của bậc tiểu học thì chỉ có 3 em được học trung học đệ nhị cấp, còn 97 em bị hất ra ngoài nền giáo dục đại chúng của ông Thiệu, và trong tiểu học có 51% học sinh không được học lên lớp 4" Tới năm 1974, tỷ lệ người dân biết đọc và viết của Việt Nam Cộng hòa ước tính vào khoảng 70% dân số, 30% còn lại vẫn mù chữ.
Trong suốt quá trình tồn tại, giáo dục Việt Nam Cộng hòa có sự hỗ trợ lớn cả về tài chính và nhân sự của Mỹ. Theo Nguyễn Khắc Viện, mục tiêu của Mỹ trong việc này là đào tạo nên đội ngũ cán bộ chính phủ chịu ảnh hưởng bởi tư tưởng và văn hóa Mỹ. Nhiều bộ sách giáo khoa được lồng ghép nhiều mục tiêu chống Cộng của Việt Nam Cộng hòa, ví dụ sách giáo khoa giáo dục công dân lớp 4 của Bộ giáo dục năm 1960 ghi rằng "Cộng sản là những kẻ phản bội gia đình, đất nước và tôn giáo". Có quan điểm cho rằng các môn học về xã hội (lịch sử, địa lý) thời Việt Nam Cộng hòa thường nặng về ca tụng sự viện trợ của Pháp, Mỹ, nền độc lập giả hiệu của chế độ tay sai và biện minh cho hành động xâm lược của ngoại quốc.

### Y tế
Hệ thống y tế nhìn chung là nhỏ bé, thường bị quá tải và thiếu thuốc men. Theo cựu bộ trưởng y tế Việt Nam Cộng hòa trả lời thì vào năm 1967, toàn miền nam khi đó chỉ có khoảng 160 bác sĩ, và chỉ có khoảng 5 nữ hộ sinh cho mỗi 100.000 người dân. Toàn bộ chương trình y tế công cộng của Việt Nam Cộng hòa chỉ được phân bổ khoảng 2% chi tiêu ngân sách. Tại Huế, một bệnh viện 1.500 giường hoàn toàn không nhận được dụng cụ y tế từ Chính phủ, chỉ có sự trợ giúp từ chính phủ Tây Đức thì nó có thể tiếp tục hoạt động. Bác sĩ David McLanahan cho biết vào mùa hè năm 1966, Bệnh viện phẫu thuật Đà Nẵng có 350 giường bệnh nhưng chưa bao giờ có dưới 700 bệnh nhân. Toàn miền Nam chỉ có khoảng 100 bệnh viện, trạm y tế với khoảng 25.000 giường bệnh, việc 2 hoặc 3 bệnh nhân nằm chung một giường không phải là hiếm (2 bệnh nhân nằm chung một giường đã trở thành quy tắc bắt buộc tại Đà Nẵng).
Bệnh viện nhi duy nhất phải chứa khoảng 600 bệnh nhân cho 220 giường bệnh, nên nhiều trẻ phải nằm trên giấy báo và trong các bệnh viện khác, một số tờ báo và giấy gói thường được sử dụng để băng bó vết thương, vì đó là chất liệu duy nhất có sẵn. Viện trợ y tế của Mỹ không thấm tháp gì so với hàng ngàn trẻ em bị bỏng nặng bởi bom napalm và bom phosphor do quân Mỹ thả xuống. Bệnh nhân bỏng nặng nhiều khi chỉ được sơ cứu rồi bị đuổi khỏi phòng bệnh để lấy chỗ cho những trường hợp nguy cấp hơn. Kết quả là nhiều trường hợp phải cắt cụt chi để đỡ tốn thời gian điều trị.

## Văn hóa

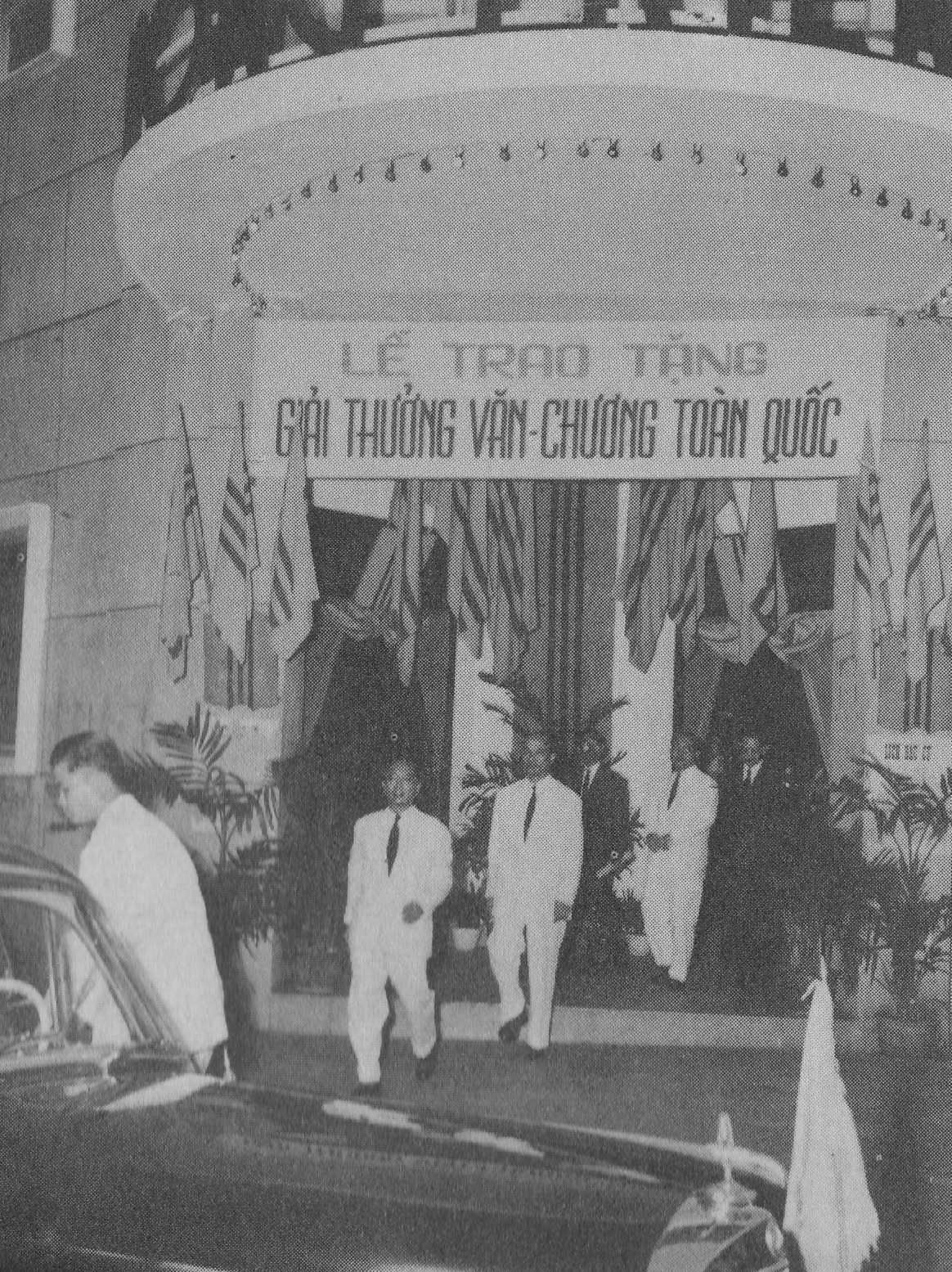
Buổi lễ trao Giải thưởng Văn chương Toàn quốc năm 1961 ở Sài Gòn

Thời Đệ Nhất Cộng hòa những ngày lễ chính là:
- Quốc khánh (26 tháng 10)
- Tết Nguyên đán
- Lễ Hai Bà Trưng
- Lễ Trần Hưng Đạo
- Lễ Lê Thái Tổ
- Lễ Phật đản
- Lễ Giáng sinh (25 tháng 12)

Vào thời Đệ Nhị Cộng hòa những ngày nghỉ chính thức cho các công sở gồm có:
- Tết Tây 1 Tháng Giêng
- Lễ Phục Sinh
- Lễ Lao động (1 Tháng Năm)
- Quốc khánh (1 tháng 11, kỷ niệm cuộc đảo chính lât đổ Ngô Đình Diệm)
- Giáng Sinh 25 Tháng 12

Ngoài ra những ngày lễ cổ truyền theo âm lịch sau đây cũng được nghỉ nguyên ngày:
- Tết Nguyên đán, nghỉ 3 ngày rưỡi từ chiều 30 Tết đến hết ngày mồng 3 Tết
- Giỗ Tổ Hùng Vương, 10 Tháng Ba, nghỉ 2 ngày
- Lễ Phật đản, rằm Tháng Tư (công nhận năm 1958),[101] rằm Tháng Tư
- Thích Ca thành đạo, 6 Tháng Chạp

Tổng cộng là 13 ngày nghỉ chính thức cho công chức.
Ngoài ra còn có những ngày lễ cổ truyền tính theo âm lịch như ngày Giỗ trận Đống Đa (5 Tháng Giêng), Lễ Hai bà Trưng (cũng là ngày Phụ nữ Việt Nam) (6 tháng 2), Giỗ Nguyễn Du (10 Tháng Tám), Lễ Đức Thánh Trần (20 Tháng Tám), Giỗ Lê Lợi (22 Tháng Tám), Giỗ Phan Bội Châu (29 Tháng Chín) cũng là những ngày lễ chính thức tuy công sở vẫn làm việc. Có một số ngày lễ khác như Vu-lan (rằm Tháng Bảy) và tết Trung thu (rằm Tháng Tám) (còn có tên là Ngày Thiếu nhi Sản xuất), Ngày Nông dân Việt Nam (26 Tháng 3), Ngày Quân lực (19 Tháng 6), Ngày Quốc tế Viện trợ (22 Tháng 6) Ngày Cựu chiến binh (9 Tháng 7), Ngày Nhân dân Tự vệ (5 Tháng 8) được liệt vào "ngày đặc biệt" không nghỉ nhưng có tiết mục kỷ niệm của chính quyền.
Một thành tựu văn hóa tại Miền Nam là ngành tân nhạc với khoảng 10.000 bản nhạc ra đời trong khoảng thời gian 1945-75. Đại đa số những bản nhạc này sau năm 1975 đều bị chính quyền mới cấm lưu hành thường gọi là nhạc vàng.
Chính phủ đã hoàn tất việc xây dựng Thư viện Quốc gia Việt Nam, khởi công từ năm 1968 nhưng đến năm 1971 mới khánh thành tòa cao ốc. Lúc mở cửa, Thư viện có 121.000 đầu sách. Năm 1975 khi chính quyền mới tiếp thu thì thư viện này có 200.000 đầu sách. Dự tính của chính phủ sẽ tiến tới việc thành lập Hàn lâm Viện nhưng bước đầu chỉ có Ủy ban Điển chế Văn tự thuộc Bộ Văn hóa.
Một đặc điểm của xã hội miền Nam vào thời điểm đó là sự đa dạng của xã hội dân sự, tức thành phần không thuộc chính phủ mà cũng không thuộc thị trường kinh doanh. Những cơ sở tên tuổi trong ngành công tác xã hội là cô nhi viện Dục Anh, Cô nhi viện Quách Thị Trang trại giáo hóa thanh thiếu niên phạm pháp Thủ Đức, viện dưỡng lão Thị Nghè, trung tâm hướng nghiệp Vườn Lài, Quán cơm xã hội Anh Vũ (phát cơm cho người nghèo). Cùng đó là những đoàn thể tiêu biểu như Hội Hồng Thập Tự, tổ chức Hướng đạo Việt Nam, Trường Bách khoa Bình dân, nhóm Thanh niên Phụng sự Xã hội và gia đình Phật tử của Giáo hội Phật giáo Việt Nam Thống nhất, Thiếu nhi Thánh thể, Phong trào Du ca Việt Nam, Hội Thanh niên Thiện chí, v.v. Đây là một khác biệt lớn giữa hai miền Nam Bắc trong thời gian đất nước chia đôi.

### Thể thao
Các đội tuyển thể thao của Việt Nam Cộng hòa đã sớm tham gia thi đấu quốc tế tại châu Á, đặc biệt là môn bóng đá. Đội thể thao của Việt Nam Cộng hòa tham dự thể thao ở các kỳ đại hội SEAP Games (nay là SEA Games), Asiad, Thế vận hội Mùa hè đến năm 1975.
Về bóng đá, đội tuyển Việt Nam Cộng hòa có 2 thành tích chính: giành huy chương vàng môn bóng đá tại SEAP Games năm 1959 (giải đấu năm đó có 4 đội tham dự), và giành cúp vô địch giải Merdeka Cup năm 1966 Tuy nhiên, kể từ năm 1970, thành tích của đội bị suy giảm, số trận thắng ít hơn nhiều so với số trận thua
Với các môn thể thao nói chung, Việt Nam Cộng hòa giành được 2 chiếc huy chương vàng tại Đại hội Thể thao châu Á 1958 ở Nhật Bản và xếp hạng 8 trong số 20 nước tham gia kỳ đại hội này Ngoài ra Việt Nam Cộng hòa còn tham gia nhiều môn thể thao tại các kỳ đại hội thể thao Đông Nam Á (SEAP Game, tiền thân của SEAGames sau này), Asiad đến năm 1975. Nhìn chung tại SEAP Game, đoàn Việt Nam Cộng hòa thường xếp vị trí 5/6 hoặc 6/7 trong số các đoàn tham dự, có 2 kỳ xếp dưới cả Campuchia (1971 và 1973), chỉ riêng năm 1961 đạt hạng 4/7.
| Quốc gia          | Vàng | Bạc | Đồng | Tổng |
| ----------------- | ---- | --- | ---- | ---- |
| Thái Lan          | 374  | 254 | 261  | 889  |
| Singapore         | 204  | 229 | 221  | 654  |
| Myanmar           | 198  | 207 | 214  | 619  |
| Mã Lai            | 195  | 255 | 316  | 765  |
| Việt Nam Cộng hòa | 39   | 51  | 65   | 155  |
| Cộng hòa Khmer    | 27   | 36  | 41   | 104  |
| Lào               | 0    | 6   | 23   | 29   |

| Đại hội       | Xếp hạng | Vàng | Bạc | Đồng | Tổng |
| Tokyo 1958    | 8/20     | 2    | 0   | 4    | 6    |
| Băng Cốc 1966 | 14/18    | 0    | 1   | 2    | 3    |
| Băng Cốc 1970 | 16/18    | 0    | 0   | 2    | 2    |
| Tổng          |          | 2    | 1   | 8    | 11   |

## Đánh giá

### Quan điểm của đối phương
Theo quan điểm của đối phương tức Chính phủ Cách mạng lâm thời Cộng hòa Miền Nam Việt Nam, Mặt trận Dân tộc Giải phóng miền Nam Việt Nam và Việt Nam Dân chủ Cộng hòa thì họ không công nhận sự hợp pháp của chính phủ Việt Nam Cộng hòa. Họ xem nó chỉ là một thứ "quốc gia giả hiệu" để Hoa Kỳ hợp thức hóa mưu đồ chia cắt Việt Nam.
Cũng theo quan điểm của Chính phủ Cách mạng lâm thời Cộng hòa Miền Nam Việt Nam, Việt Nam Cộng hòa được Hoa Kỳ lập ra để "dùng người Việt Nam đánh người Việt Nam", ngăn chặn phong trào đấu tranh chính trị của quần chúng, khống chế, dập tắt các cuộc đấu tranh cách mạng ở nông thôn, bình định đồng bằng, lập ấp Chiến lược để dồn dân, chiếm đóng, khống chế quần chúng. Hoa Kỳ thí nghiệm cuộc chiến tranh đó để rút kinh nghiệm đàn áp phong trào giải phóng dân tộc, đe doạ các nước mới giành được độc lập, bắt các nước đó phải chấp nhận chủ nghĩa thực dân mới. Do vậy một phần lớn người dân miền Nam không ủng hộ Việt Nam Cộng hòa mà đã đi theo phong trào Đồng khởi giành chính quyền. Các chiến lược chiến tranh của Hoa Kỳ và kế hoạch lập "Ấp Chiến lược" của Việt Nam Cộng hòa đã vấp phải sự chống đối mạnh mẽ của người dân miền Nam nên đã phá sản. Lực lượng vũ trang của quân Giải phóng có thể đánh nhiều trận táo bạo, có hiệu suất cao cũng là nhờ có sự hỗ trợ của nhân dân miền Nam. Vùng quân Giải phóng kiểm soát nhờ đó được mở rộng, chiếm phần lớn lãnh thổ miền Nam, trở thành hậu phương trực tiếp và vững chắc giúp họ đương đầu được với quân đội Hoa Kỳ và Việt Nam Cộng hòa.
Những quan điểm trên được thể hiện rõ qua các nhận định của Đài Tiếng nói Việt Nam, cơ quan phát thanh quốc gia của Việt Nam. Bên cạnh đó, Đài Tiếng nói Việt Nam cũng đưa ra nhận đình rằng Việt Nam Cộng hòa không phải là một chính thể được lòng dân.
Năm 1965, khi trả lời phỏng vấn nhà báo nước ngoài về việc đàm phán hòa bình có phụ thuộc chủ yếu vào Mặt trận dân tộc giải phóng miền Nam và chính quyền Sài Gòn (chỉ Việt Nam Cộng hòa) hay không, chủ tịch Hồ Chí Minh tuyên bố:
| “ | Về câu hỏi này, lập trường 4 điểm của Chính phủ nước Việt Nam Dân chủ Cộng hoà đã trả lời rõ (Chính phủ Mỹ phải chấm dứt ngay những cuộc tiến công bằng không quân vào lãnh thổ nước Việt Nam Dân chủ Cộng hoà, chấm dứt ngay cuộc chiến tranh xâm lược miền Nam Việt Nam, rút quân đội và các loại vũ khí Mỹ ra khỏi miền Nam Việt Nam); và tuyệt đối không có vấn đề "chính quyền Sài Gòn", một sản phẩm do đế quốc Mỹ nặn ra mà nhân dân chúng tôi phỉ nhổ và không một ai trên thế giới đếm xỉa đến. | ” |

### Quan điểm của chính quyền Mỹ
Tài liệu được giải mật của Lầu Năm Góc vào năm 2010 viết: "Không có sự yểm trợ của Hoa Kỳ, Diệm hầu như chắc chắn không thể đứng vững được ở miền Nam... Nam Việt Nam, về bản chất, là một sáng tạo của Hoa Kỳ" Thậm chí tổng thống Mỹ Nixon trong lúc tức giận còn từng nói: "Không thể để có cái đuôi chó phản lại cái đầu con chó được." Ngoài ra, Thượng nghị sĩ John F. Kennedy, Thượng nghị sĩ Donald Duncan, Trung tướng Bernard Trainor (từng phục vụ ở Việt Nam hai lần, của cả hai loại hình Chiến tranh đặc biệt và Chiến tranh cục bộ) cũng đưa ra những quan điểm của riêng mình.

### Quan điểm của giới chức Việt Nam Cộng hoà
Các quan chức cấp cao Việt Nam Cộng hoà cũng công nhận sự lệ thuộc của họ vào Hoa Kỳ, trong đó có Tổng thống Việt Nam Cộng hòa Nguyễn Văn Thiệu, Tổng thống Dương Văn Minh, Thủ tướng Nguyễn Cao Kỳ, Đại tướng Cao Văn Viên, Chuẩn tướng Nguyễn Hữu Hạnh, Tổng trưởng Kinh tế Nguyễn Tiến Hưng, Tổng Tham mưu trưởng Nguyễn Hữu Có, Dân biểu Hồ Ngọc Nhuận, Nguyễn Văn Ngân (Trợ lý đặc biệt của Tổng thống Nguyễn Văn Thiệu),...
Tổng thống Việt Nam Cộng hòa Nguyễn Văn Thiệu đã từng phát biểu:
| “ | "Nếu Mỹ mà không viện trợ cho chúng tôi nữa thì không phải là một ngày, một tháng hay một năm mà chỉ sau 3 giờ, chúng tôi sẽ rời khỏi dinh Độc Lập!". | ” |

### Quan điểm của phong trào phản chiến tại Mỹ

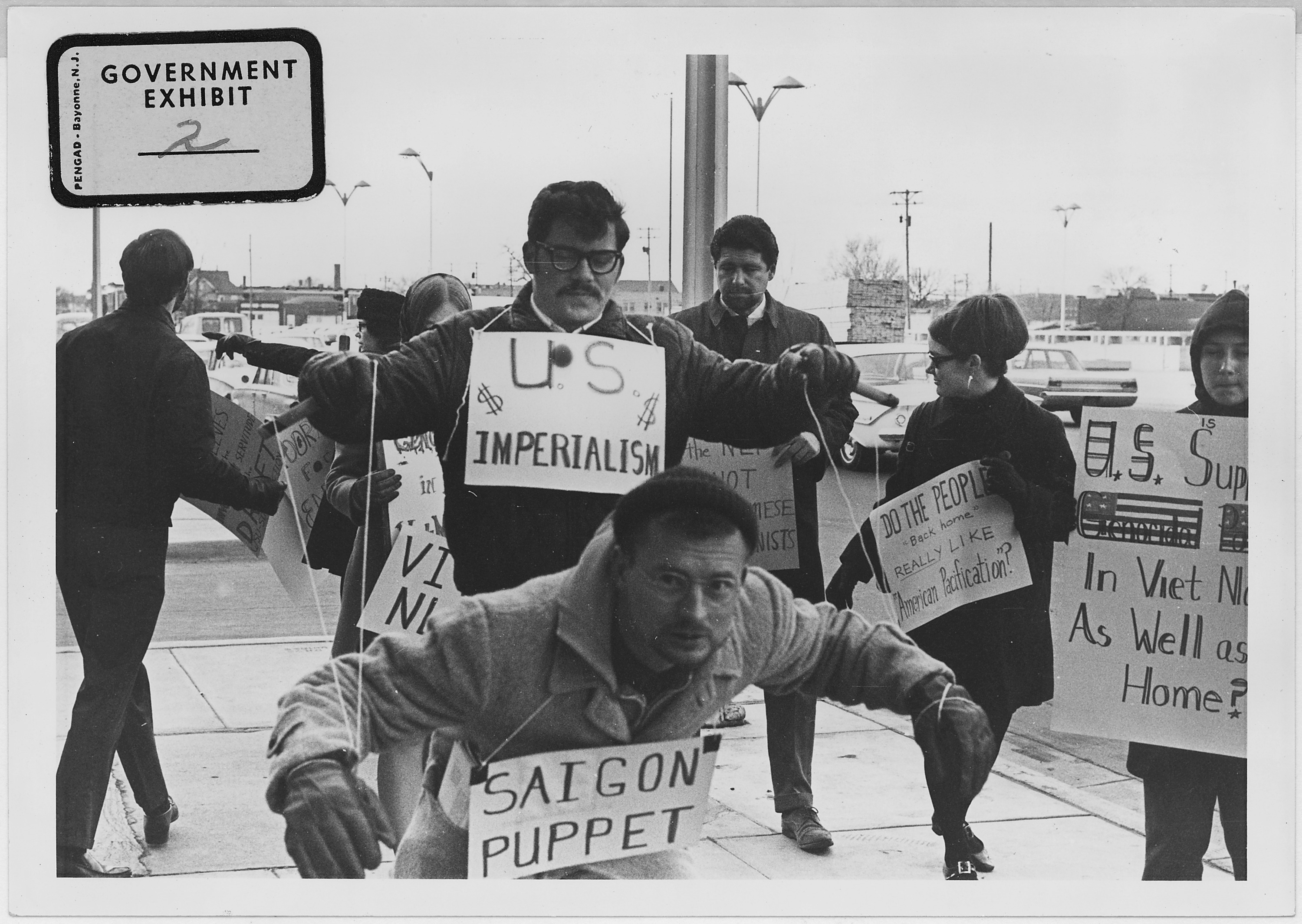
Người biểu tình phản chiến Mỹ với sự châm biếm: Đế quốc Mỹ và "Con rối Sài Gòn"

Năm 1972, Uỷ ban đối ngoại Thượng viện Hoa Kỳ tổ chức một cuộc điều trần về cuộc chiến tranh Việt Nam suốt ba ngày liền, xoay quanh chủ đề nguồn gốc, nguyên nhân của cuộc chiến Việt Nam và những bài học rút ra từ đó. Bốn học giả có tên tuổi đại diện cho phong trào phản chiến Leslie Gelb, James Thomson, Arthur Schlesinger và Noam Chomsky, từng nghiên cứu nhiều về Việt Nam, được Quốc hội Mỹ mời đến báo cáo góp ý kiến cho Quốc hội về cuộc chiến tranh Việt Nam. Đánh giá về Việt Nam Cộng hòa, giáo sư Noam Chomsky của học viện MIT đã nói: 
"Chính phủ Nam Việt Nam đã trở thành nơi ẩn nấp của những người Việt Nam từng đi theo Pháp trong cuộc chiến đấu chống lại nền độc lập của đất nước họ. Chính phủ Nam Việt Nam không có cơ sở thành trì trong nhân dân. Nó đi theo hướng bóc lột dân chúng nông thôn và tầng lớp dưới ở thành thị, trên thực tế nó là sự tiếp tục chế độ thuộc địa của Pháp"
Theo một góc nhìn khác, tiến sĩ Daniel Ellsberg, sĩ quan Lầu Năm Góc và là cố vấn Bộ Quốc phòng Hoa Kỳ trong buổi phỏng vấn với CNN và trong quyển sách "Những Bí mật về Chiến tranh Việt Nam" đã viết: 
"Không hề có chiến tranh Đông Dương thứ nhất và thứ nhì, chỉ có một cuộc xung đột nối tiếp trong một phần tư thế kỷ. Dùng ngôn từ thực tế, đứng về một phía (Mỹ), ngay từ đầu nó đã là một cuộc chiến của Mỹ: mới đầu là Pháp-Mỹ, sau đến toàn là Mỹ. Trong cả hai trường hợp, nó là một cuộc đấu tranh của người Việt Nam – không phải là tất cả người Việt Nam nhưng cũng đủ để duy trì cuộc đấu tranh – chống chính sách của Mỹ và những kinh viện, ủy nhiệm, kỹ thuật gia, hỏa lực, và cuối cùng, quân đội và phi công, của Mỹ. Một cuộc chiến mà trong đó một phía (Việt Nam Cộng hòa) hoàn toàn được trang bị và trả lương bởi một quyền lực ngoại quốc – một quyền lực nắm quyền quyết định về bản chất của chế độ địa phương vì những quyền lợi của mình – thì đó không phải là một cuộc nội chiến..."

### Quan điểm của giới sử gia phương Tây
Nhiều nhà sử học phương Tây thì xem chính thể này như là sản phẩm của chính sách can thiệp thực dân mới mà Mỹ tiến hành tại Đông Nam Á.
Nhà sử học Frances FitzGerald viết: 
| “ | "Chiến thắng của họ [Mặt trận Dân tộc Giải phóng miền Nam Việt Nam] là chiến thắng của dân tộc Việt Nam - người Bắc cũng như người Nam. Khác xa với một cuộc nội chiến, cuộc đấu tranh của Mặt trận Dân tộc Giải phóng miền Nam là một sự khẳng định nguyên tắc thống nhất dân tộc mà chính quyền Sài Gòn đã tuyên bố ủng hộ rồi phản bội" | ” |

Nhiều sử gia cho rằng chính thể này là một chính phủ con rối của Mỹ. Chuyên gia bình định, Trung tá Mỹ William R. Corson thừa nhận rằng "vai trò của chế độ bù nhìn của Mỹ ở miền Nam Việt Nam là "cướp bóc, thu thuế, tái lập lại địa chủ, và tiến hành trả thù chống lại người dân". Nhà sử học James Gibson tóm tắt tình hình: "Chế độ miền Nam Việt Nam không có khả năng chiến thắng vì không có sự ủng hộ của những người nông dân, nó đã có không còn là một "chế độ" theo đúng nghĩa. Liên minh chính trị bất ổn định và hoạt động bộ máy thì quan liêu. Hoạt động của chính phủ dân sự và quân sự đã hầu như chấm dứt. Mặt trận Dân tộc Giải phóng đã gần như tuyên bố quyền kiểm soát tại các khu vực rộng lớn... nó rất khác với một chính phủ Sài Gòn yếu ớt, không có nền dân chủ cơ bản và một mong muốn mạnh mẽ cho sự thống nhất Việt Nam".
Các nhà nghiên cứu Craig A. Lockard, Gregory Daddis, Marilyn Young, James M. Carter cũng từ những góc độ khác nhau để đưa ra những nhận định ủng hộ quan điểm trên.